# Seigneur
Pour les articles homonymes, voir Seigneur (homonymie).
Pour l’article ayant un titre homophone, voir Saigneur.

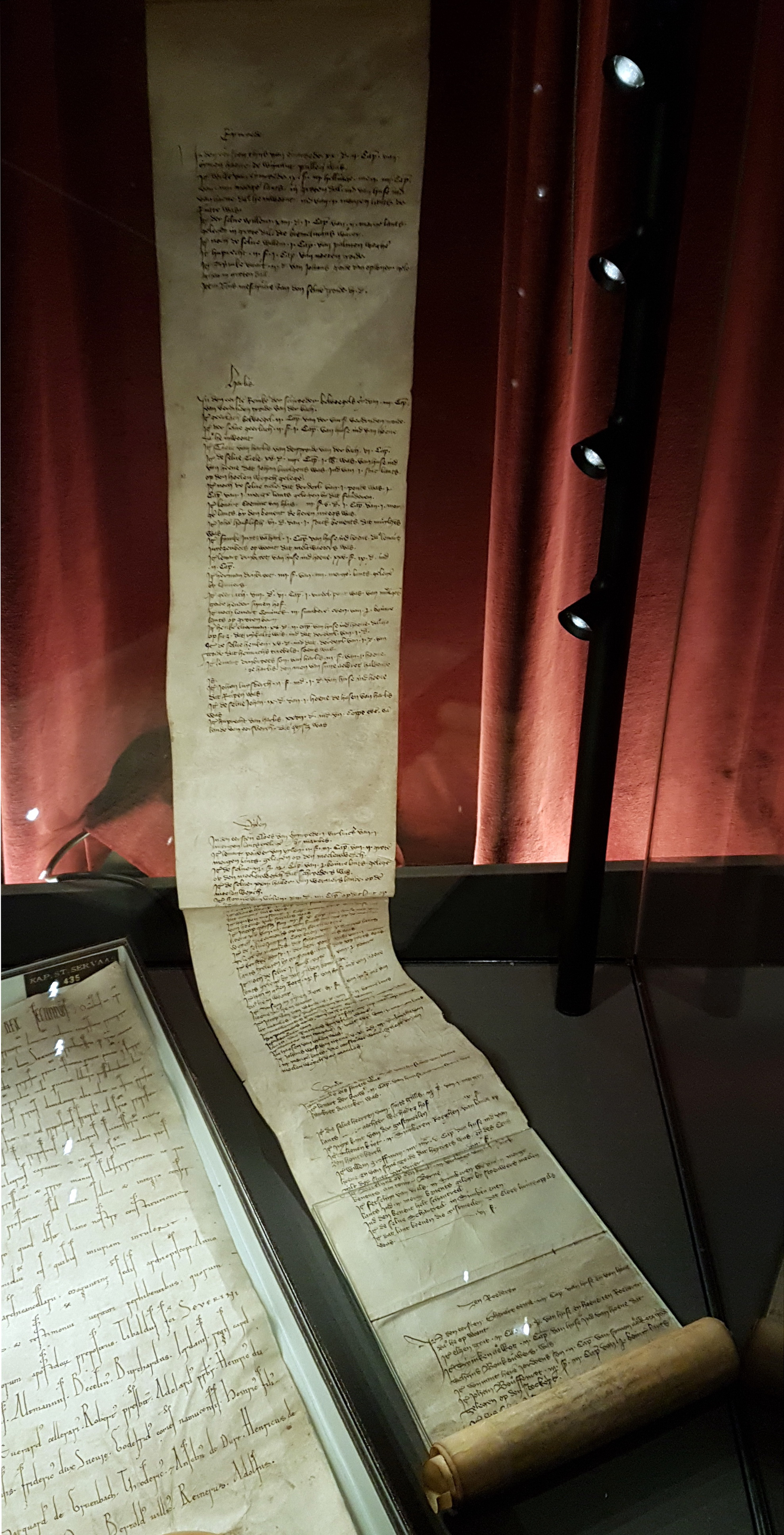
Rouleau contenant la liste du cens de la seigneurie d'Einrade, vers 1320. Ferme d'Einrade à Holset (Pays-Bas). C'est le registre foncier du seigneur.

Un seigneur est, du Moyen Âge à la fin de l'époque moderne (et qui correspond à la fin de l'Ancien Régime pour ce qui concerne la France, la Suisse et les Pays-Bas), le détenteur d'une seigneurie, en général une « terre », fief ou alleu, sur laquelle il exerce des droits variables sur les terres et les personnes selon le type de seigneurie.
Le terme seigneur qui vient du latin senior (l'ancien) est employé dès l'époque féodale dans un sens identique à celui du mot latin dominus qui signifiait le maître de la maison et, par extension, celui qui exerce une autorité sur les personnes qui sont dans sa dépendance. Le mot français « seigneur » qui exprime à la fois les notions de senior et dominus est dans la terminologie médiévale le nom donné à celui qui est dans la position du senior romain vis-à-vis de celui qui dépend de lui et qu'on nomme alors son vassal. Ce sens se retrouve dans toutes les langues romanes.
La dame (du latin domina, féminin de dominus, « maîtresse de maison ») est soit une femme d'un rang social élevé épouse d'un seigneur, soit une femme en possession d'un fief (seigneur à part entière). Seigneuresse est aussi possible.
La société féodale résulte de contrats de dépendance d'homme à homme : vasselages et tenures ; ces liens se matérialisent le plus souvent (mais non exclusivement) dans la possession de la terre, les fiefs qui s'imbriquent hiérarchiquement les uns dans les autres. Le seigneur féodal est l'élément essentiel de ce système. Il est lié à une époque et s'est développé au Moyen Âge, en Europe, à partir des royaumes francs. Avec l'affirmation d'autres pouvoirs : princiers (rois, ducs), locaux (communes, corporations, grands marchands), idéologiques (universités, ordres religieux) la société féodale disparaît définitivement autour de 1400 remplacée par la société d'Ancien Régime dans laquelle les seigneurs conservent d'importants privilèges et prérogatives.
Des institutions laïques ou religieuses (abbaye, évêché, paroisse) ont exercé des compétences de seigneur, se faisant dans ce cas souvent représenter par un régisseur ou ministérial, un avoué ou un vidame.
Il est à distinguer d'autres types de puissance dans le monde (que l'on traduit souvent aussi par « seigneur ») mais qui résultent d'un système guerrier familial ou clanique (Arabie préislamique, Jarl viking), d'un système de castes (Inde, Empire Inca) ou d'une organisation religieuse, militaire ou administrative (seigneur de guerre en Chine, yangban coréen, aristocrates tibétains, archonte byzantin, boyard russe) .

## Terminologie

### Terre et seigneurie

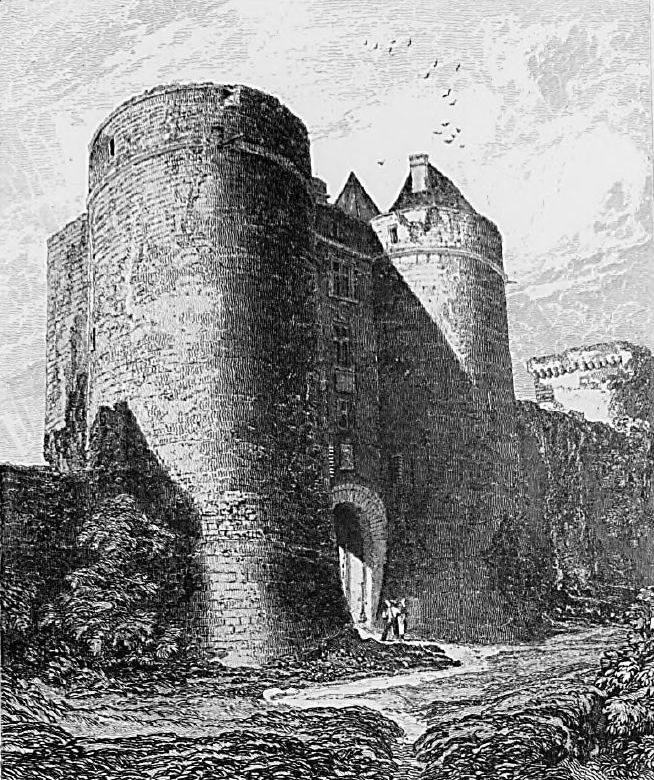
Château de Tancarville en Normandie. C'est ici que Guillaume le Maréchal, dit le chevalier incomparable, commença son entraînement, chez un seigneur parent. Fils puîné de petite noblesse, il n'avait pas d'espoir de terres mais il fut fait seigneur de Cartmel en Angleterre par le roi Henri II en récompense de ses prouesses guerrières.

À proprement parler, l’ancien régime distinguait la terre et la seigneurie.
La « terre », dans le contexte seigneurial, nommait un fief grevé de droits seigneuriaux (typiquement des redevances). Mais une « terre » n’était pas nécessairement une « seigneurie ». Il fallait, pour cela, que s’y rajoute un droit de justice ou un droit de seigneurie explicitement exprimé dans les actes de vente ou d’aveux et dénombrement : par exemple, vente de « la Terre et Seigneurie de… », ou, dans les aveux et dénombrement, des termes du type « tenue en seigneurie », « avec droit de seigneurie », « dans la directe »… voir aussi le paragraphe « Seigneur direct ».
C'est ainsi, par exemple, que par un arrêt du parlement d'Aix du 27 janvier 1639, le sieur de Tamarlet, qui avait eu la terre (sans justice) d'Aiguebelle en arrière fief du duc de Guise, eut interdiction de s'intituler « seigneur d'Aiguebelle », mais seulement « sieur d'Aiguebelle ».

### Seigneur et titre de noblesse
Seigneur (possesseur d’une seigneurie) et noble sont des qualités distinctes.
Un roturier pouvait être seigneur d’un fief et on le désignait par le nom de ce fief, sans que depuis que les anoblissements aux francs-fiefs avaient disparu au XVIe siècle (Édit d’Henri III, 1579) il cessât d’être authentiquement roturier. Il ne faut donc pas prendre la qualité de seigneur pour un titre de noblesse.

Couronne héraldique de seigneur espagnol (señor).

Cependant en Italie et en Espagne, seigneur est un titre de noblesse et tient rang entre baron et chevalier. En Angleterre et en Écosse, les seigneurs dépendant directement du roi (tenants-in-chief) étaient admis à siéger au parlement comme les nobles et les ecclésiastiques de haut rang.

### Différents types de seigneurs

#### Seigneur direct
Expression fréquente de l’Ancien Régime. Le seigneur direct n’est pas propriétaire des biens sur lesquels porte sa seigneurie. Ces biens sont tenus en fiefs par des vassaux ou à cens par des sujets (tenanciers ou censiers), ceux-ci étant donc les possesseurs réels. Ils doivent, cependant, à leur « seigneur direct » révérence ainsi que des services et/ou rentes.
Dans le cas le plus classique, la seigneurie directe, parfois condensée en « la directe », fait référence à un ensemble de censives relevant d’un seigneur, censives dont les bénéfices (réels et/ou honorifiques) constituent un bien incorporel tenu en fief, typiquement dans le cadre d’une « rente en fief ».

#### Seigneur de paroisse
Expression fréquente de l’Ancien Régime. Le seigneur de paroisse est celui « qui a la haute justice sur le terrain où l'église paroissiale se trouve bâtie, quoiqu'il ne soit pas seigneur de tout le territoire de la paroisse », cas qui ouvre à des honneurs particuliers à l'église.
Dans certaines coutumes, « fief et justice n’ont rien de commun ». Dans ce cas, le seigneur haut justicier peut ne pas être le seigneur direct.

#### Coseigneur, seigneur en partie, seigneurie collective
Dans les principes, la coseigneurie fait référence à une seigneurie tenue en indivision, seigneurie qui nécessite, donc un seul hommage, alors que la « seigneurie en partie » suppose un démembrement, chaque « seigneur en partie » devant l’hommage. Mais les choses pouvaient se compliquer assez rapidement, certains éléments étant démembrés pendant que d’autres restaient en indivision. Les contrats de paréage étaient fréquents lors des défrichements ou essartages, ils associaient par exemple un seigneur et une communauté monastique, notamment de l'ordre de Citeaux.
À un niveau plus élevé, le paréage d'Andorre signé entre l'évêque d'Urgell et le comte de Foix en 1288 est toujours en vigueur.
Les coseigneuries étaient plus fréquentes dans le Sud de la France ; en Italie on les appelle consorteries. Le nombre de coseigneurs n'est pas limité : ainsi en Aquitaine, la rivalité entre Capétiens et Plantagenêts amènent à la reconnaissance de privilèges à de nombreux bourgs. Ces bourgs appelés bastides obtiennent du roi, à titre collectif, les privilèges et devoirs seigneuriaux.
Les congrégations religieuses, les chapitres de chanoines ou chanoinesses et d'autres institutions religieuses contrôlant des domaines peuvent aussi être considérées comme des seigneuries collectives (voir plus loin).

#### Seigneur féodal
Expression fréquente de l’Ancien Régime. Il s’agit du « seigneur dominant (éminent) » ou suzerain, à qui un « vassal » ou un « homme lige » rend hommage pour un fief tenu de lui. Le « seigneur censier » n'a sous lui que des rotures.

#### Seigneur châtelain, seigneur haut-justicier
Seigneur établi dans une véritable place forte et détenant l'ensemble des droits de justice seigneuriaux.

#### Seigneur suzerain
Le langage courant associe souvent le couple « suzerain » / vassal, mais l’ancien régime voyait davantage le couple « suzerain » / arrière vassal, soit le tiercé seigneur suzerain, seigneur dominant, vassal
Selon une acception plus stricte, la seigneurie suzeraine concernait la logique judiciaire. Il s’agissait de la seigneurie justicière qui recevait les appels des seigneuries justicières qui relevaient d’elle. Concrètement, il s’agissait de grandes seigneuries (duchés, comtés…), seigneuries que l’on peut reconnaître à l’existence de baillis ou sénéchaux seigneuriaux, de juges d’appel, de juges des ressorts… 

#### Seigneur roturier

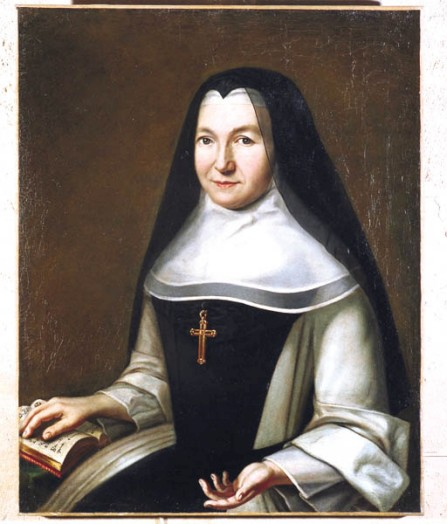
Louise Hollandine de Bavière, abbesse de Maubuisson, religieuse cistercienne.

Sur ses terres, le seigneur roturier jouit des mêmes droits que le seigneur noble et notamment du droit de chasse « Les nobles, comme les roturiers, ne peuvent chasser que sur les terres dont ils ont la seigneurie directe ou la haute justice ». Un seigneur roturier ne pouvait exiger d'un vassal noble le paiement des aides qui étaient un droit essentiellement noble et féodal ; elles ne se prélevaient que sur les domaines hommagés et sur les rentes inféodées, mais non sur les rentes roturières. Elles n'étaient dues au seigneur dominant que s'il était noble. La possession d’une seigneurie, terre noble, par un roturier ne l’anoblissait pas pour autant, et cette seigneurie était alors un franc-fief; son possesseur, seigneur roturier, était soumis au paiement du droit de franc-fief, équivalent d'une année de revenus du fief, à verser tous les vingt ans. La terre restera noble et son seigneur roturier restera roturier. En 1787, l'assemblée provinciale de Basse-Normandie confirme que la présidence des assemblées municipales est dévolue au seigneur de la paroisse et que ce privilège étant un droit attaché à son fief, le seigneur roturier en jouit comme le seigneur noble car « s'il paye tous les vingt ans au fisc le droit de franc-fief, c'est pour jouir de tous les droits attachés à sa seigneurie, et celui de présider aux assemblées de ses vassaux ne peut lui être enlevé ». Mais ce privilège qu'il doit à sa terre ne lui donne aucunement le droit d'être nommé représentant de la noblesse.

#### Seigneur ecclésiastique
Une seigneurie ecclésiastique est une seigneurie dont le seigneur est un homme ou une femme d'église : évêque, abbé, abbesse, prieur, chanoine, chanoinesse. Ces seigneurs jouissent des droits seigneuriaux sur les terres de leur chapitre de la même façon que les seigneurs laïcs. Comme les seigneurs laïcs, ils ne sont pas nécessairement nobles. Ils prennent leur décisions après consultation du chapitre. Ils délèguent souvent l'exécution de ces droits à des officiers laïcs (prévost, sénéchal, avoué, vidame) ou à un seigneur associé. Certains droits tels que la chasse, la participation au ban dans les cas où elle est exigée, l'application des sanctions de haute justice (exécution) sont systématiquement délégués. La gestion courante peut être placée sous la responsabilité de clercs spécialisés (frère cellérier dans les abbayes et prieurés bénédictins, procureur ou courrier dans les chartreuses).

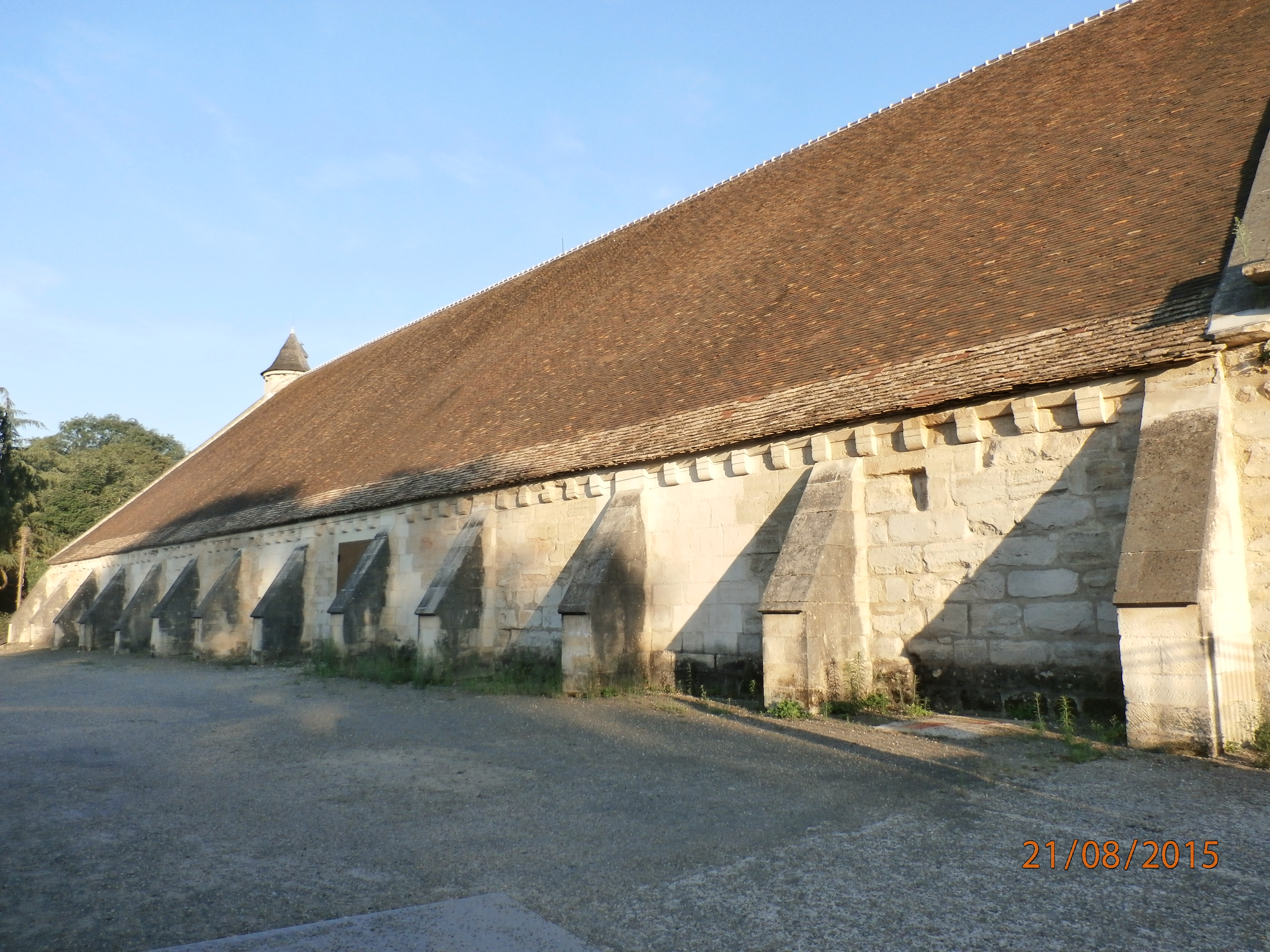
Grange de l'Abbaye de Maubuisson.

La grange du chapitre est le centre du temporel de la seigneurie ecclésiastique. Elle permet d'engranger les récoltes de la réserve ou livrées au titre du champart. Elle ne doit pas être confondue avec la grange dîmière bien que la distinction soit difficile a posteriori, les seigneuries religieuses ayant souvent capté la perception de la dîme. Les granges (au sens large : les domaines agricoles) cisterciennes cultivées par les convers sont souvent considérées comme des fermes modèles.

#### Baron
Un baron (ou plus exactement « haut baron » en France) est un grand seigneur ne dépendant que du roi,. Dans l'Empire le titre correspondant est Freiherr. Par ailleurs baron est un titre de petite noblesse entre chevalier et vicomte.

#### Juveigneur
En Bretagne et d'autres régions (Nord de la France, Alsace) existait une forme particulière de seigneur, le juveigneur, un cadet ne recevant en fief qu'une part minime de l'héritage paternel.

## Le seigneur dans la société féodale puis sous l'Ancien Régime

### Origine et développement

Expansion franque

Le seigneur est à l'origine le détenteur de l'autorité féodale qui s'exerce sur une terre et les personnes qui y sont attachées (serfs). Il succède au maître du domaine médiéval du Haut Moyen Âge qui avait lui-même succédé au maître de la grande villa romaine (ou villa rustica) possesseur d'esclaves.
Le déclin de la puissance royale, accentuée après Louis le Pieux, permet à la noblesse de prendre de l'indépendance par rapport au pouvoir central puis de rendre ses charges et ses bénéfices héréditaires. Cela donne naissance à de nouvelles principautés autonomes : duchés, marches, comtés jusqu'à la seigneurie locale en même temps que les structures de l'Eglise sont conservées et même renforcées avec l'essor des ordres monastiques. Cette évolution s'effectue progressivement dans le Royaume franc dès qu'il a conquis l'espace géographique situé entre Loire et Rhin et continue dans l'Empire carolingien.
Sur le plan idéologique le système féodal est justifié par le mund, droit et devoir qu'ont certains individus (en particulier le chef de famille) d'en protéger d'autres, à titre individuel, dans le droit des sociétés guerrières germaniques de l'Antiquité. Il est analogue à la potestas du Pater familias ou du magistrat romain. « Dès le VIIIe siècle la recommandation (commendatio) ou entrée en vassalité est attestée dans le monde franc par exemple dans les formules de Tours : celui qui se recommande à un grand entre dans sa dépendance ». Le seigneur (de senior : l'aîné) est en quelque sorte un autre père : souvent il élève et nourrit les enfants de ses vassaux et adoube les plus valeureux. Si les formes de recommandations et de liens de fidélité sont au départ très variables, on assiste autour de 1100 à une homogénéisation et une ritualisation : serment de fidélité, hommage, aveu, adoubement des chevaliers. Un imaginaire fantasmé est célébré à travers les chansons de geste qui reprennent ces mêmes thèmes de la même façon dans toutes les régions d'Occident.
En France, dans les pays de droit coutumier — au nord —, on considérait qu'il n'existait « nulle terre sans seigneur » ; en pays de droit écrit — au sud — on disait au contraire qu'il n'existait « nul seigneur sans terre ».
Dans tous les pays, les seigneurs s'efforcent à vassaliser les alleutiers. Dès le VIIIe siècle, la recommandation permet à un alleutier ou à un seigneur d'entrer dans la dépendance (vassalité) d'un suzerain envers qui il engage sa foi et à qui il devra un service (militaire notamment). En revanche le suzerain lui doit assistance et protection. Ce rituel prend la forme d'un serment où les relations sont, dans les formes, librement consenties, ce qui est loin d'être toujours le cas dans la réalité. Il demeure en tout cas conforme aux idéaux de liberté des guerriers germaniques d'une part et à ceux des aristocraties latines, grecques ou celtes d'autre part.
Le seigneur local s'efforce de même à faire rentrer dans sa dépendance les personnes et les biens situés sur le territoire qu'il contrôle militairement : on assiste à une « territorialisation » de la seigneurie.
Ce mouvement est moins évident dans le Saint-Empire où de nombreux Freiherren (seigneurs libres) se maintiennent.

### Contextes historiques
Le seigneur féodal s'impose progressivement à la fin de l'époque carolingienne en Europe occidentale continentale à la faveur de l'effacement du pouvoir central et à la fin de la période anglo-saxonne en Grande-Bretagne, soit grossièrement à partir de 900. C'est à cette époque que les bienfaits (ou bénéfices, des cadeaux) accordés aux compagnons des princes et chefs de guerre à titre précaire deviennent des fiefs transmissibles. Cette nouvelle situation concerne d'abord les régions de l'ancien Empire franc, y compris l'Italie du Nord, la Catalogne et l'Aragon. La Saxe entrée tardivement dans l'Empire conserve des particularités comme l'importance des alleux et la présence importante de chevaliers-paysans.

Sur le plan économique, la mise en place des institutions féodales correspond à un essor de l'agriculture. La séparation du domaine entre réserve et tenures motive les paysans qui vivent de leurs tenures et les obligent à travailler plus tandis que les corvées permettent au seigneur de cultiver au mieux la réserve en entretenant par exemples des équipages de labour et en vendant au loin les surplus grâce aux corvées de charroi lourd. Le système de la banalité lui permet des investissements productifs efficaces, comme les moulins, à usage communautaire dont le remboursement est garanti. Les communautés paysannes, surtout dans les régions centrales et du Nord passent à la culture attelée lourde. Les défrichements et l'assolement triennal remodèlent le paysage.

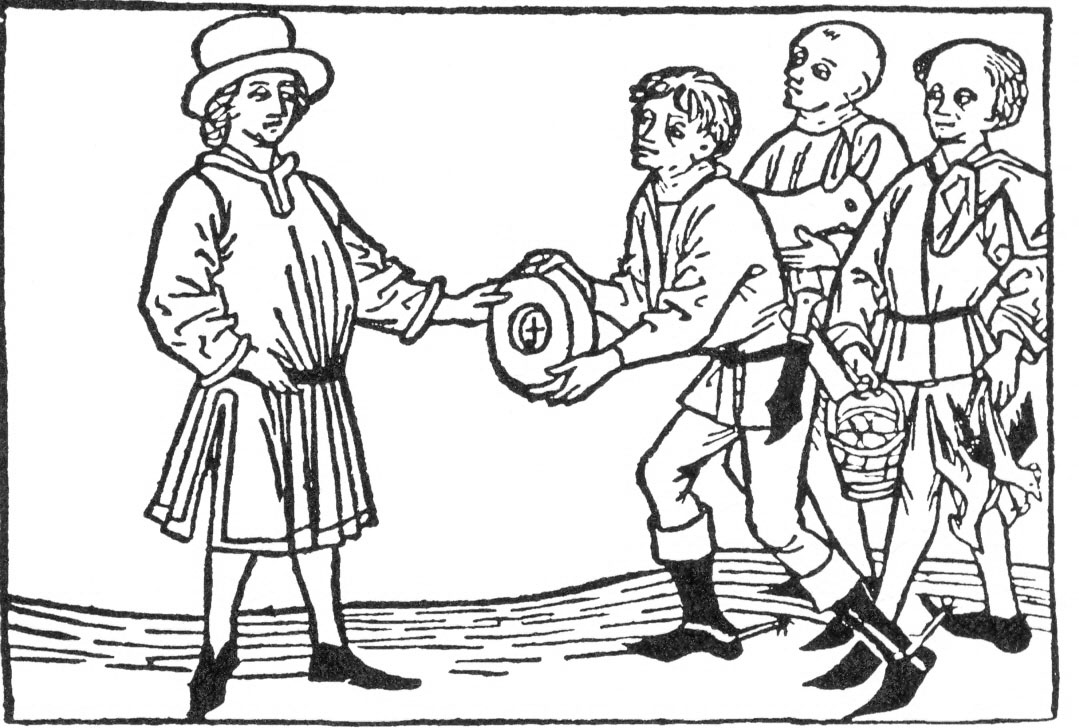
Seigneur percevant les redevances de ses paysans. Autriche, XV.

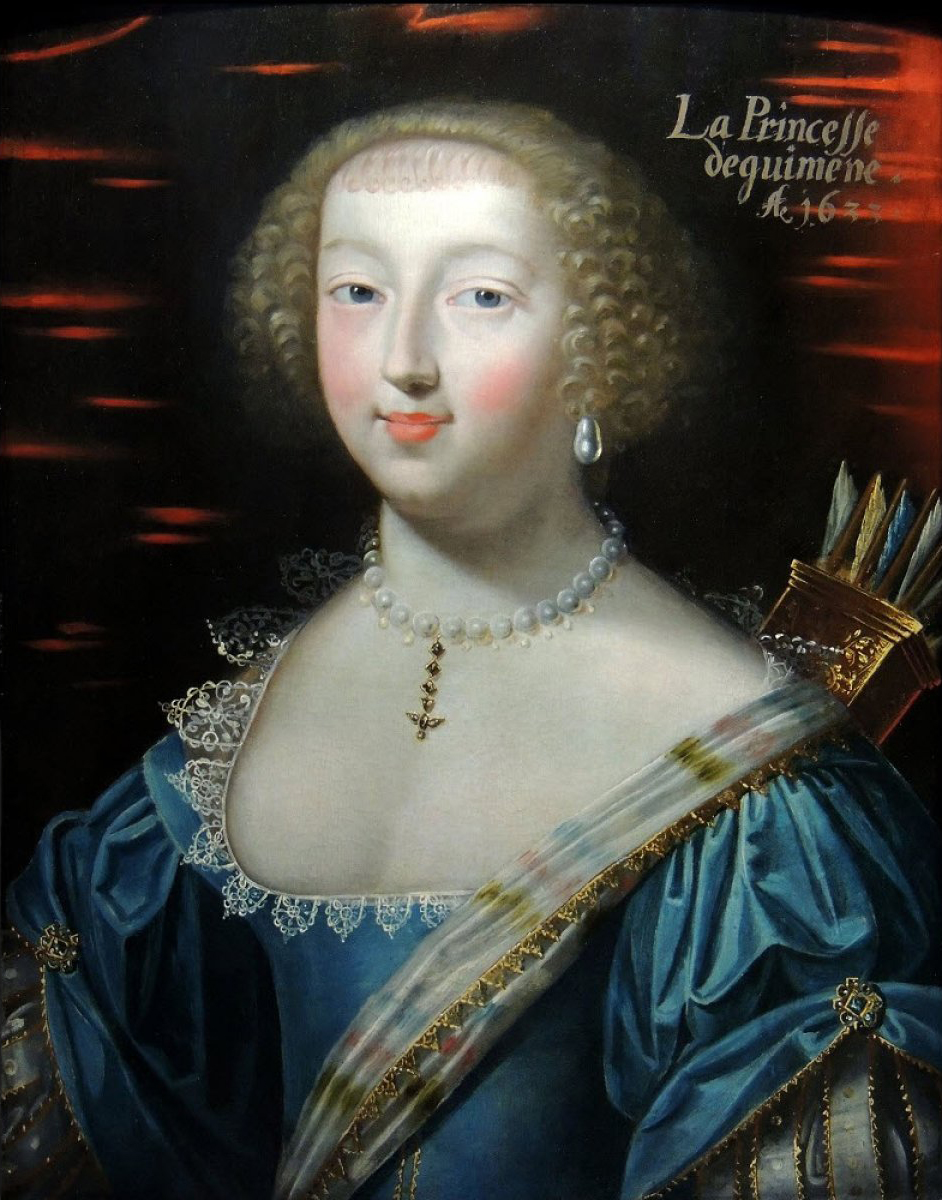
Anne de Rohan-Guéméné, dame de Sainte-Maure, de La Haye et de Nouâtre. Veuve en 1667, elle hérita à part entière de ces seigneuries. Elle est figurée portant le carquois de Diane chasseresse. Les femmes de pouvoir de cette époque étaient symboliquement représentées avec les attributs de Diane.

Le mouvement de création des communes commence en France et en Allemagne aux alentours de 1100 (Le Mans en 1070, Worms en 1073). Les corporations de métiers obtiennent des privilèges. Des corporations d'enseignement acquièrent une certaine autonomie des évêques (for ecclésiastique, libertas scholastica) et prennent le nom d'universitas (université de Paris en 1208).
À partir de 1400 environ le système féodal n'est plus imposé à un large pan de la société (chartes de franchises, guildes, communes, sauvetés, bastides, Bauernrepublik dans les pays germaniques, scandinaves, alpins…) ou est délimité (prérogatives royales, assemblées paroissiales, estimateurs en Provence…) et il se vide progressivement de son contenu ; il devient le système seigneurial d'Ancien Régime.
La plupart des paysans continuent cependant à avoir des obligations importantes envers leur seigneur jusqu'en 1789, à l'exception notable des grands fermiers et grands métayers ; cette nouvelle catégorie apparaît à la faveur des grands défrichements proposés par les seigneurs après les guerres ou les pestes ou lors de l'affermage des domaines ecclésiastiques et elle ne s'inscrit plus dans le cadre de la tenure féodale et du cens. En Italie du Nord, le mouvement communal est également précoce et les cités prennent en charge la campagne environnante (le contado) où elles promeuvent dès le XIIIe siècle les contrats de mezzadria (métayage) au détriment du cens seigneurial.

### Place du seigneur dans la société

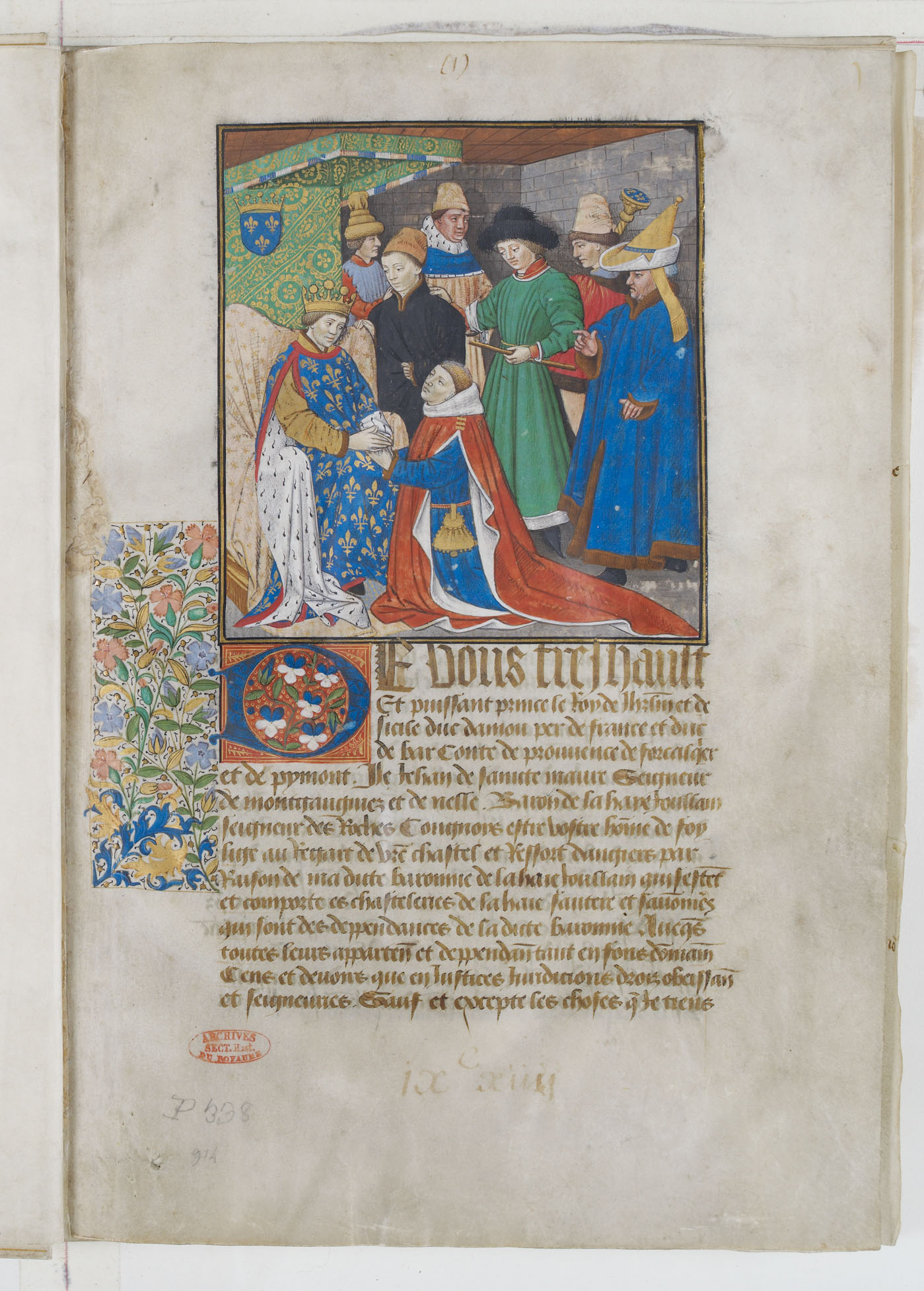
Première page de l'aveu rendu à René, duc d'Anjou (le Roi René), par Jean de Sainte-Maure, seigneur de Montgauger et son fils pour la baronnie de La Haie-Joullain en Anjou, 1469.

Le seigneur local est le lien entre l'état féodal et les paysans. Il est membre de droit avec prééminence de l'Assemblée paroissiale qui réunit dans le cadre du conseil général ou « général », pour le moins, tous les propriétaires de la paroisse. Il peut s'y faire représenter par le sénéchal. Le général désigne un procureur chargé de faire appliquer les décisions concernant, outre l'administration des biens de l'église locale, les biens communaux, l'assolement obligatoire, la répartition de la fiscalité
). Voir aussi Conseil de fabrique#Ancien Régime.
Les relations entre seigneurs de rangs différents, c'est-à-dire entre vassaux et suzerains jusqu'au roi, sont réglées notamment par l'hommage et le serment de fidélité. Vassal et suzerain se doivent des obligations mutuelles. Sous l'Ancien Régime, le suzerain peut « ériger » une terre en un nouvel état de noblesse. Par exemple en 1700 Louis XIV érigea la terre d'Argenson près de Sainte-Maure-de-Touraine en marquisat, titre dont purent se prévaloir ses seigneurs.
Les paysans doivent déférence et respect au seigneur. Le seigneur peut ajouter à son nom propre un surnom, le nom de son honneur, c'est-à-dire de son fief principal (exemples : Geoffroy Plantagenêt, Boniface de Montferrat). Il jouit de préséances honorifiques, notamment du droit de prééminence à l'église, surtout s'il l'a dotée, ce qui était souvent le cas. Il peut porter l'épée (Épée#Moyen Âge), construire une tour et arborer armoiries, girouette et épis de faîtage en plomb. Ces préséances se maintiennent sous l'Ancien Régime. La construction d'un colombier en pierre peut aussi être considérée comme une marque de prestige. En Angleterre, la possession de cygnes était réservée aux seigneurs, nobles et dignitaires ecclésiastiques. Aux Pays-Bas ce droit réservé existait aussi (Zwaandrift) ainsi qu'un droit exclusif de piégeage des canards (droit de canardière).
Au Moyen Âge, le seigneur doit répondre à l'appel de son suzerain pour la guerre (ban) avec un nombre convenu de chevaliers et de piétons reflétant son importance. La durée du service militaire ou estage due au suzerain par le vassal est de quarante -parfois jusqu'à soixante- jours par an en France. Des paysans sont réquisitionnés pour les charrois et le guet (droit de guet). Dans le Saint Empire Romain, le ban fait l'objet de dispositions complexes (le Miroir des Saxons divise la société en six classes sans compter les paysans). Souvent les chevaliers sont rémunérés pour leur service par une dotation en terre qui devient alors une sorte de petite seigneurie. En Bretagne et Normandie ce type de seigneurie est appelé fief de haubert.
La chasse est un privilège seigneurial, que le seigneur soit noble ou roturier ; les abbés et prieurs doivent faire chasser sur leurs terres ; sous l'Ancien Régime, on construit des pavillons de chasse parfois somptueux et la vénerie est codifiée (Chasse#Moyen Âge et Époque moderne). Au contraire la pêche n'est pas considérée comme une activité prestigieuse aussi le seigneur autorise facilement les paysans à pêcher, parfois contre redevance ; il se réserve les pêches à fort rendement, vidages d'étang et grandes nasses, surtout s'il s'agit d'une institution monastique pour qui le poisson est indispensable en temps de jeûne.
Sur l'emploi à partir du XVIe siècle des termes « seigneur de » et « sieur de », les auteurs du Bulletin héraldique de France écrivent « Au XVIe siècle, les bourgeois vivant noblement voulant imiter les nobles prirent le nom de leur domaine, alors même que ce domaine n'était pas noble ; mais n'ayant pas le droit de s'intituler « seigneur de » lorsque la terre était roturière, ils prirent la qualification de « sieur de ». Tandis que le non noble s'intitulait « sieur » de son coin de terre roturier, la qualification noble de seigneur était peu à peu remplacée par le mot de sieur qui en était le diminutif. Bien qu'en théorie, on dut distinguer le « seigneur » de la terre noble du « sieur » non noble, en fait les deux mots furent souvent pris l'un pour l'autre, Au XVIIe siècle on trouve fréquemment le seigneur d'un domaine avec haute justice qualifié sieur de ce domaine, et dans les procès du temps, on voit d'ordinaire chaque avocat et chaque procureur donner du seigneur à son client et qualifier l'adversaire de la simple appellation de sieur ».

Comme les clercs et malgré leurs revenus, les seigneurs nobles sont exemptés d'impôts si ce n'est à la fin de l'Ancien Régime : capitation, impôt du dixième puis du vingtième. Sous l'Ancien régime, les seigneurs nobles doivent au roi des périodes militaires même en dehors des temps de guerre (l'impôt du sang qui remplace le ban). Cela peut représenter une charge importante pour un petit seigneur rural sans réels moyens car il doit en général se présenter équipé.

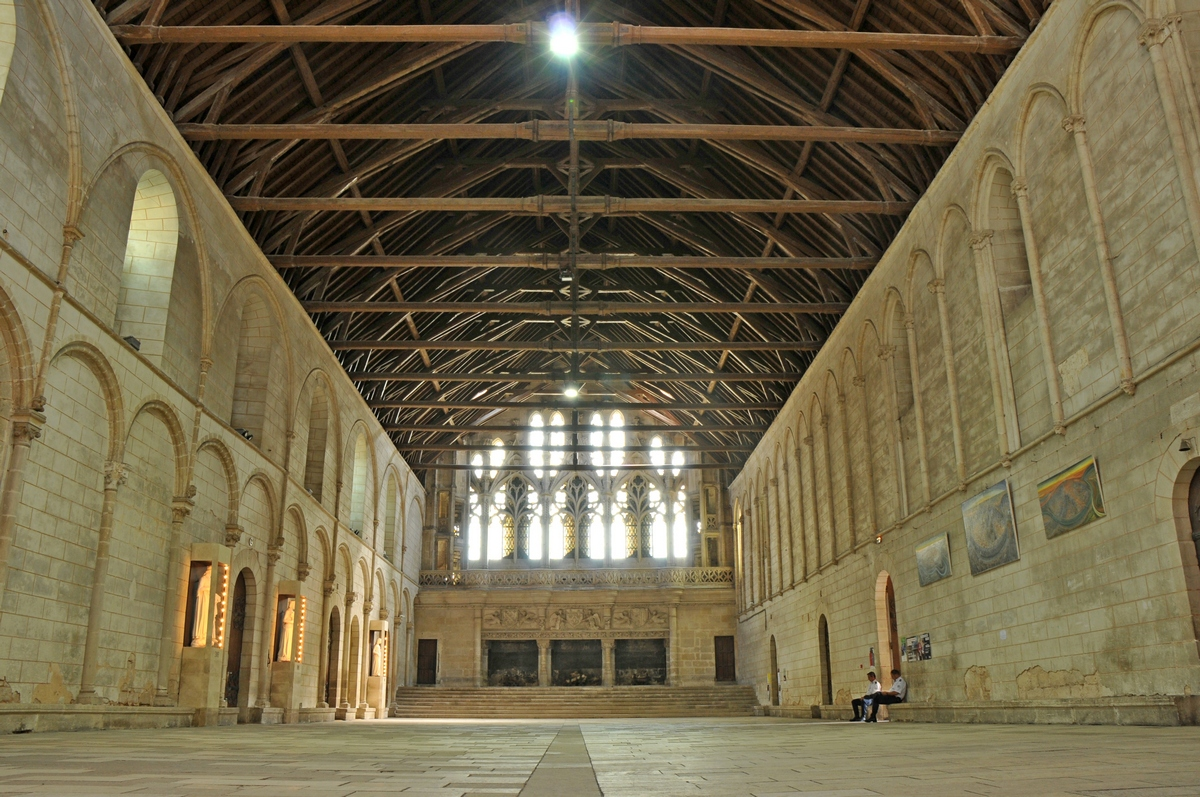
Salle d'apparat de grand seigneur : la grande salle du palais des comtes de Poitiers-ducs d'Aquitaine construite à Poitiers vers 1200 pour Aliénor d'Aquitaine.

### Mode de vie

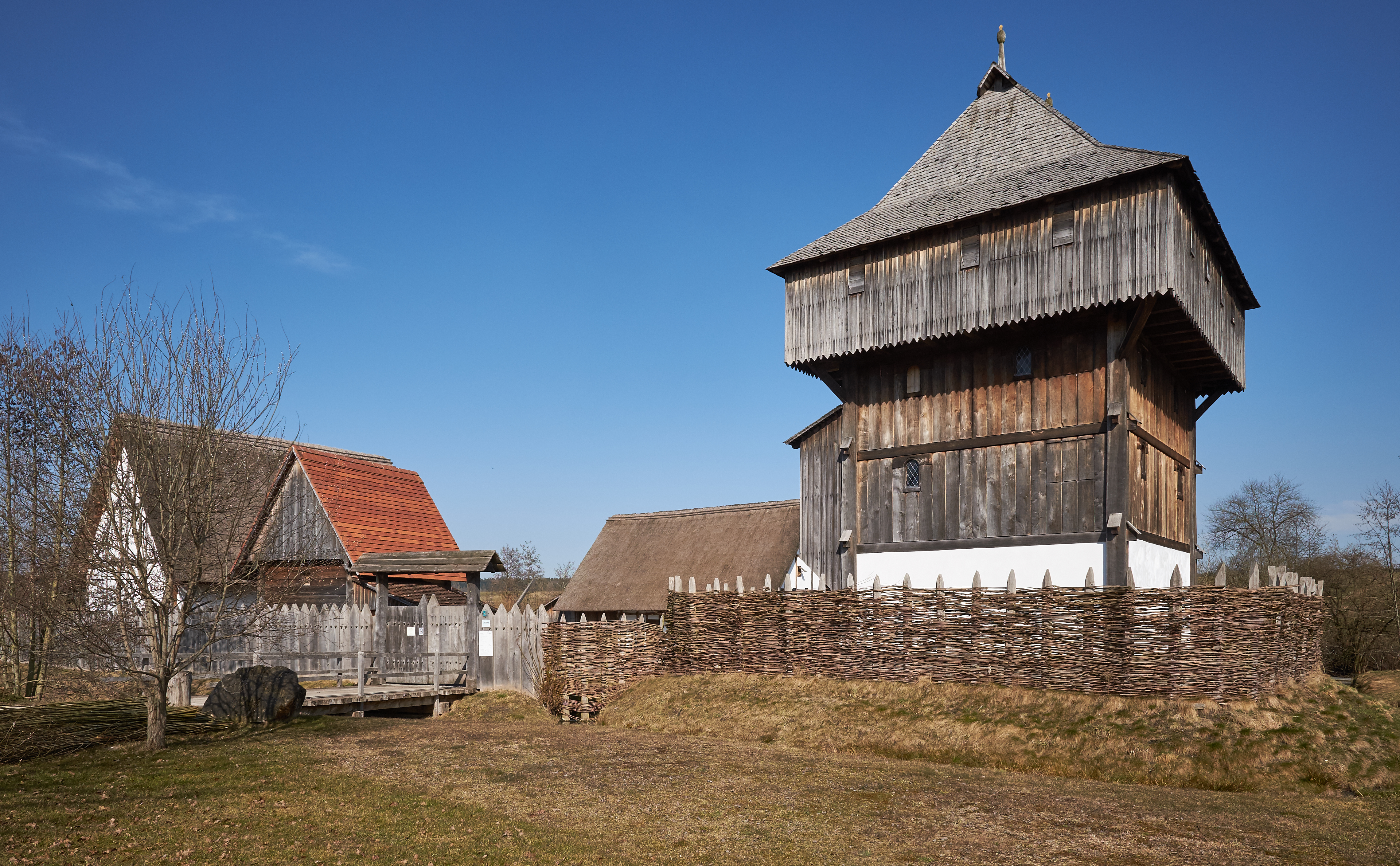
Bachritterburg Kanzach (Allemagne) : maison-tour en bois sur motte basse entourée d'une palissade et d'un fossé, adjointe d'une basse-cour et de bâtiments agricoles. L'ensemble a été reconstruit sur le modèle du château d'Eschelbronn de 1271.

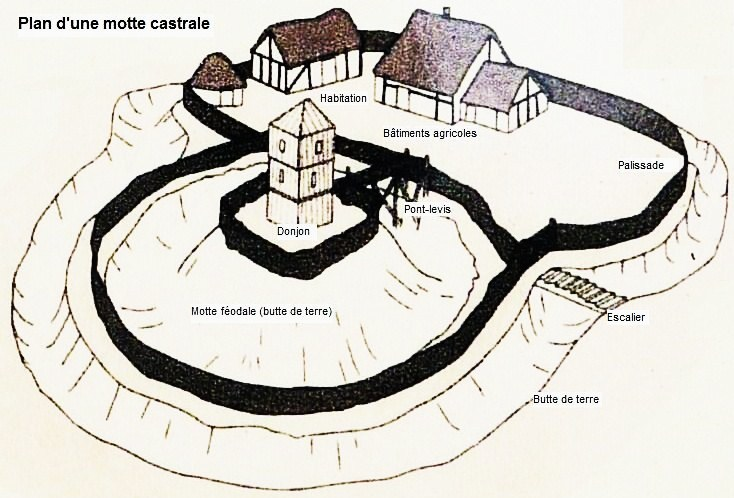
Représentation schématique pour le château à motte de Cléden-Poher du XI (Bretagne)

Le château est emblématique du mode de vie seigneurial et reflète l'importance de la seigneurie et les impératifs de l'époque, de la simple motte castrale au grand château fort puis au domaine Renaissance et d'Ancien Régime.
Le seigneur ne travaille pas et passe souvent une grande partie de son temps à la chasse. Les redevances (Impôt seigneurial) dont il bénéficie le lui permette. Lorsqu'il en a les moyens le seigneur remplace les constructions et les palissades de bois par des ouvrages en pierre et adopte, s'il le peut, le plan d'enceintes multiples en coquilles concentriques. Ce sont généralement ces constructions en pierre qui ont survécu au passage du temps contribuant à populariser une image inexacte des débuts du Moyen Âge et du mode de vie seigneurial courant.
La taille des seigneuries est très variable mais, en général, le seigneur n'intervient pas dans la gestion courante du domaine, c'est une tâche qu'il délègue à un régisseur ou ministérial, souvent un homme de la maison, serf dévoué. C'est presque toujours le cas dans les seigneuries ecclésiastiques.
La chasse est le loisir seigneurial par excellence et pour certains une activité journalière ; les dames pratiquent la chasse au vol (fauconnerie). Les jeux bénéficient d'un énorme engouement au Moyen Âge. Les tournois, pratiqués essentiellement dans le Nord de la France, en Angleterre et dans tout le Saint-Empire sont très prisés de la jeunesse seigneuriale et pratiqués surtout par les bacheliers (jeune chevalier encore sans fief) suivis de leurs écuyers. Ils consistent en épreuves variées accompagnées de fêtes et sont répartis tout au long de l'année, hiver excepté, selon une sorte de championnat international (occidental) par équipes.
Les jeux de tables (dés, cartes, osselets…) sont populaires dans toutes les couches de la société y compris chez les seigneurs avec une mention particulière pour le jeu d'échecs qui reproduit les conditions du tournoi. Cet engouement pour les jeux pousse certains princes à les interdire (ordonnance du 3 avril 1369 de Charles V, calquant celle d'Édouard III en Angleterre) car ils détourneraient de l'apprentissage au maniement des armes, ou de la prière pour l'Église.
À la différence des clercs les seigneurs ne sont guère plus instruits que leurs paysans. Ceci est moins vrai en Italie et en Espagne ; par exemple Le Cid, modeste seigneur à ses débuts, et Chimène savent signer de leur nom. Les enfants des seigneurs peuvent bénéficier de l'enseignement des écoles monastiques encouragées par Charlemagne et ils bénéficient du passage des jongleurs qui déclament les chansons de geste et plus tard de celui des troubadours qui peuvent être d'authentiques poètes. La grande salle du château est aussi un lieu de culture. Les enfants des seigneurs peuvent pratiquer la harpe, le psaltérion ou le luth cependant il est bien plus valorisant pour les garçons de s'entraîner aux armes et à la chevalerie, ce qui peut prendre presque tout leur temps. L'Église attache de l'importance à la formation des futurs croisés en ce qui concerne les religions et aussi parfois en langues orientales.
En bas de l'échelle les petits seigneurs vivent parfois chichement. Ceux qui dérogent sont exclus de la noblesse. Malgré les opportunités présentes sur les domaines seigneuriaux, rares sont les professions (comme verrier, maître de forges et, dans une certaine mesure, exploitant agricole sur son domaine) pouvant être exercées sans déroger. Cependant des charges diverses, réelles ou honorifiques, sont souvent confiées à des seigneurs. Ainsi Jean de Thais, modeste seigneur tourangeau mais proche du roi, fut panetier ordinaire du roi, gentillhomme de la chambre du roi, colonel général de l'infanterie, grand maître de l'artillerie de France, maître des eaux et forêts de Loches. D'autres sont prévost, bailli, avoué, capitaine de place forte.

### Relations avec les églises

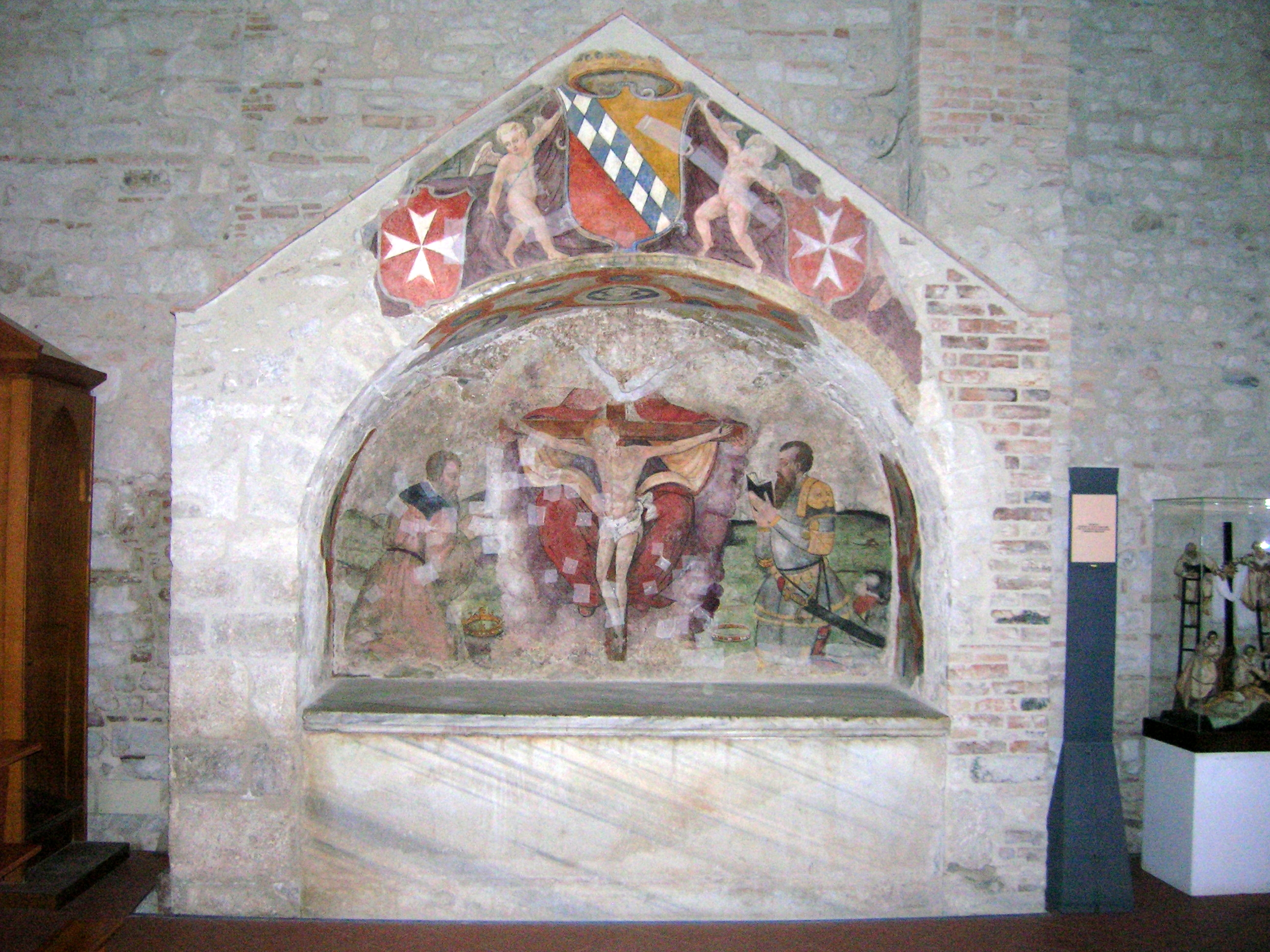
Tombeau familial des Hauteville (Altavilla), abbaye de la Trinité de Venosa. Venosa avait été attribuée en fief à Drogon de Hauteville lors de la conquête normande du Sud de l'Italie.

Les liens entre les seigneurs et l'Église sont étroits, et ceux avec les ordres monastiques sont privilégiés. Évêques, abbés, prieurs, curés sont souvent issus de familles seigneuriales avec la même stratification sociale. Il en est de même pour les ordres féminins. Les seigneurs dotent les institutions monastiques, y compris en terres. Les moines doivent pourvoir au salut de leurs donateurs dans l'au-delà et souvent participer à l'éducation de la jeunesse. Ils font appel aux seigneurs pour remplir certaines de leurs propres obligations ou opportunités seigneuriales (obligations militaires dans certaines régions, chasse, banalités) ou même pour la gestion de domaines entiers. Ces représentants et grands régisseurs sont appelés avoués ou vidames, terme qui devient un titre de noblesse héréditaire. Ainsi après la conquête de Jérusalem, Godefroy de Bouillon prit symboliquement le titre d'avoué du Saint-Sépulcre.
L'Église justifie le système féodal et s'efforce d'influencer les agissements des nobles et seigneurs à travers l'institution de la chevalerie et par les croisades dont l'importance va croissante. Pour canaliser la violence seigneuriale au Xe siècle et XIe siècle et limiter les nombreuses guerres vicinales, l'Église tenta d'instaurer la Paix de Dieu qui fût suivie de la Trêve de Dieu. Toutefois la promotion des croisades et l'organisation ritualisée des tournois furent bien plus efficaces dans cette optique. Les tournois furent aussi interdits par l'Église mais la noblesse n'en avait cure.
Les seigneuries ecclésiastiques sont supprimées dans les états protestants lors de la Réforme et leurs terres remises aux princes ou à des seigneurs laïcs.

## Fondements de la puissance seigneuriale

### Seigneurie foncière et banale

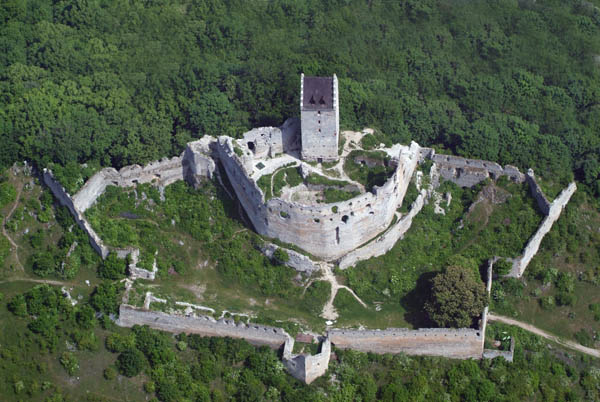
Château de Topoľčany, Slovaquie. On distingue du centre vers l'extérieur: le donjon, demeure du seigneur, la haute-cour et la basse-cour.

D'après Georges Duby, Paysannerie et féodalité dans :

Au Moyen Âge, le seigneur féodal vivait du produit des terres de son fief et du travail de ceux qui y vivaient, les tenanciers : serfs et hommes libres. En échange il assurait leur protection. Le domaine était divisé en tenures serviles ou libres et réserve (ou terra dominica). Les tenures libres étaient astreintes au paiement du cens ou du champart, les tenures serviles au chevage. Une partie du cens et le champart sont payés en nature et constituent le terrage (grains) ou le complant (raisins).

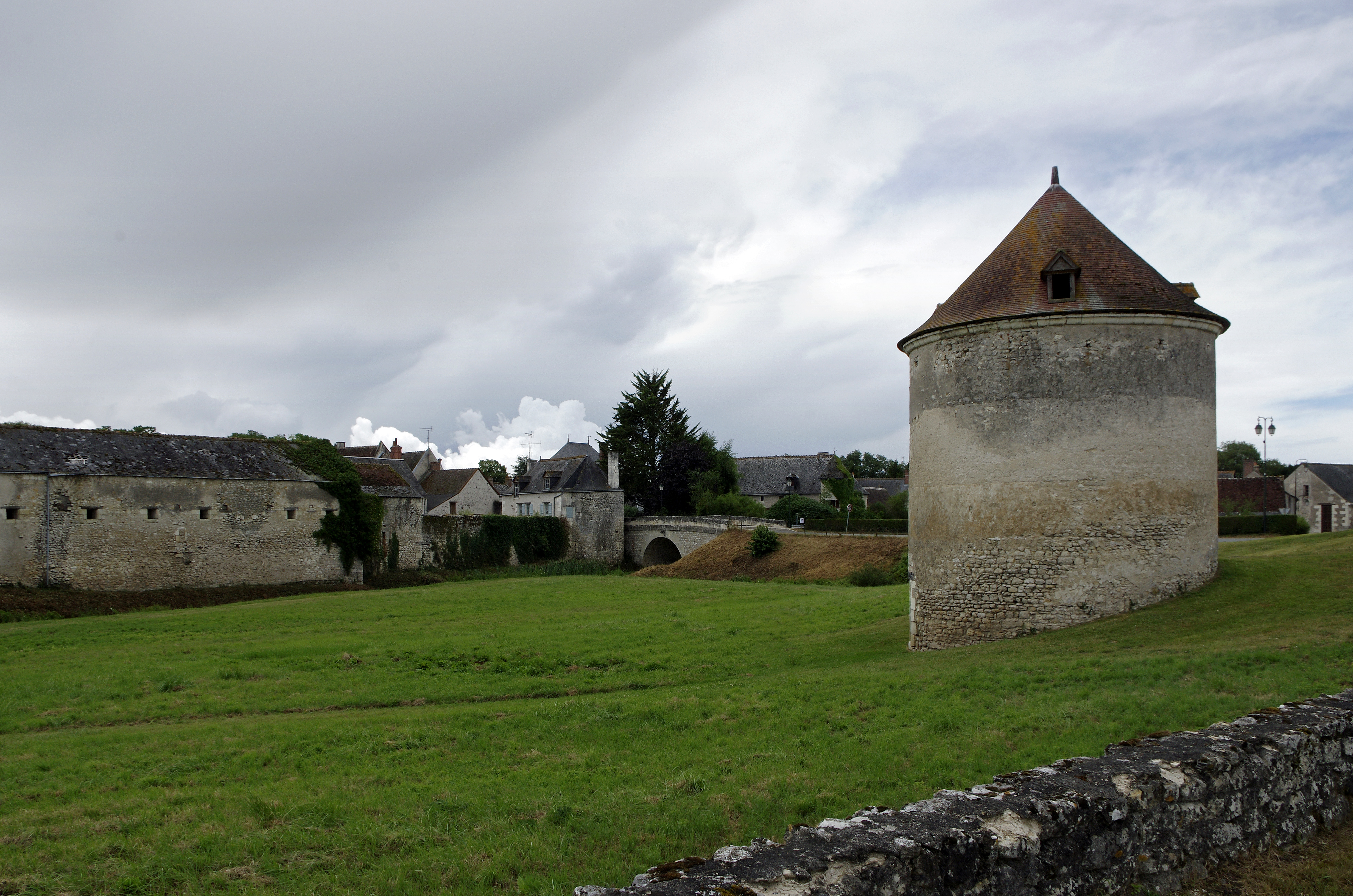
Ancien jardin et colombier du prieuré du Louroux ceint de murs. C'était une seigneurie ecclésiastique dépendant de l'abbaye de Marmoutiers. [Pour en obtenir la description cliquer sur l'image puis sur "Détails"].

 La partie du domaine distincte des tenures constituait la réserve et ses produits revenaient au seigneur. La réserve était exploitée grâce aux corvées dues par les tenanciers, principalement par les serfs sous le contrôle des régisseurs (ministériaux) ; la réserve constituait souvent la part la plus importante du domaine ; les tenures libres comptaient de 5 à 10 ha environ, une surface jugée suffisante pour faire vivre une famille élargie (un feu). En Angleterre, les seigneurs reprennent en exploitation directe la réserve à partir de 1235 (Statute of Merton autorisant l'enclosure des terres non cultivables de la réserve), d'autant plus que l'élevage des moutons pour la laine est d'un bon rapport et peut être effectué par quelques salariés. Les domaines cistersiens, qui sont immenses, répugnent à faire cultiver leur réserve par des serfs, ils préfèrent compter sur leurs frères ou sœurs converses effectuant les gros travaux, de plus leur règle les astreint au travail.

Sur la réserve, le seigneur pouvait installer des commodités qui lui étaient réservées : étang, vivier, canardière, nasse de rivière, garenne… et investir en équipements communautaires (four, moulin, fontaine avec lavoir, abreuvoir, pressoir, brasserie, taverne, services d'animaux mâles reproducteurs, marché…) qu'il mettait à disposition des paysans généralement moyennant redevances (banalité). Le seigneur exige leurs utilisations exclusives par les paysans, ainsi la banalité devint la principale source de revenus du seigneur ; elle nécessite cependant organisation et contrôles, services fournis par les ministériaux, non sans abus. Le seigneur percevait des péages ou des taxes sur les marchandises (droit de tonlieu ou de leyde), de toute personne utilisant des commodités situées sur sa terre ; pont, gué, port, marché, à charge pour lui d'en assurer le fonctionnement.

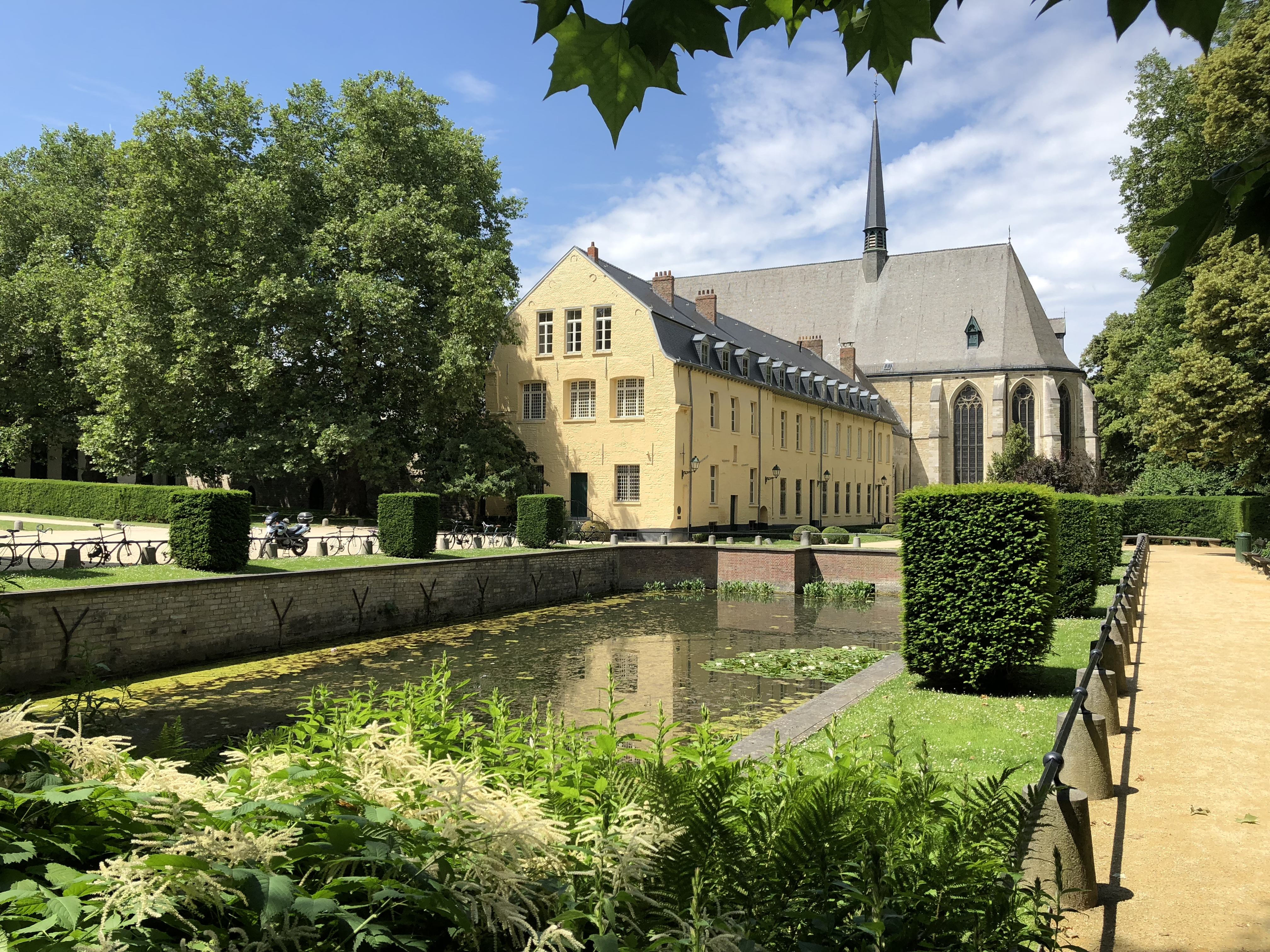
Vivier de l'abbaye de la Cambre, Bruxelles.

La banalité a cependant des limites :
- lorsque les investissements sont trop importants, ainsi le fonctionnement d'un moulin à eau peut nécessiter la création d'un barrage et d'un bief (canal de dérivation), plusieurs seigneurs ou un seigneur et une ville se regroupent pour financer l'investissement puis percevoir les droits ;
- en cas d'abus, les paysans peuvent être tentés de s'adresser au seigneur voisin malgré les taxes qui en découlent[15] ;
- la banalité s'est peu étendue à l'Angleterre et aux pays germaniques[41] (Bannrecht surtout appliqué aux meuneries et brasseries).

Le seigneur possède le droit de chasse et pêche sur l'ensemble du domaine, les dégâts dans les cultures peuvent être importants.
Le seigneur exige des corvées pour l'entretien du domaine qui s'ajoutent aux travaux dans la réserve ; les paysans fournissent jusqu'à trois jours de corvées par semaine à certaines époques ; c'est, pour le seigneur, une source indirecte de revenus fondamentale. Au début du Moyen Âge, il pouvait percevoir la taille mais cet impôt fut tôt repris par le roi.

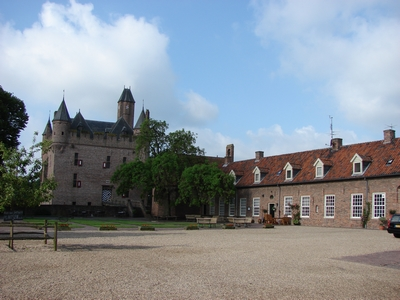
Basse-cour du château de Doornenburg (Pays-Bas). À l'arrière-plan, le logis seigneurial..

La basse-cour du château permettait de gérer la réserve et d'engranger la nourriture des habitants du château et de leurs chevaux et pouvait comporter un jardin et un colombier ou fuie. Elle pouvait servir de refuge aux paysans et à leurs bêtes en cas d'attaque. On distingue la basse-cour et la haute-cour. La basse-cour était généralement pourvue d'un mur d'enceinte, parfois avec des tours. La basse-cour est la première défense d'un château. Le donjon principal peut être défendu séparément. Dès que la basse-cour est tombée, le défenseur se retire vers la haute-cour. Les enceintes présentent souvent une forme incurvée comme une coquille autour du château principal (illustration).
Le seigneur laissait la part non cultivée de la réserve (landes, prés, forêt) ainsi que ses jachères (de la même façon que les tenanciers) à disposition de l'ensemble des paysans, parfois sous conditions, notamment concernant l'usage des bois et le pacage, parfois contre redevances (panage des porcs…)
L'ensemble des terres d'une seigneurie et des droits et devoirs attachés est décrit dans le livre terrier auquel est joint un plan terrier. Ils sont mis en place à partir du XIIe siècle, d'abord dans les monastères qui comptent en effet des clercs.

## Seigneurs et féodalité dans le monde

### Europe

#### Avènement de pouvoirs favorables à l'Église et à l'aristocratie foncière et guerrière

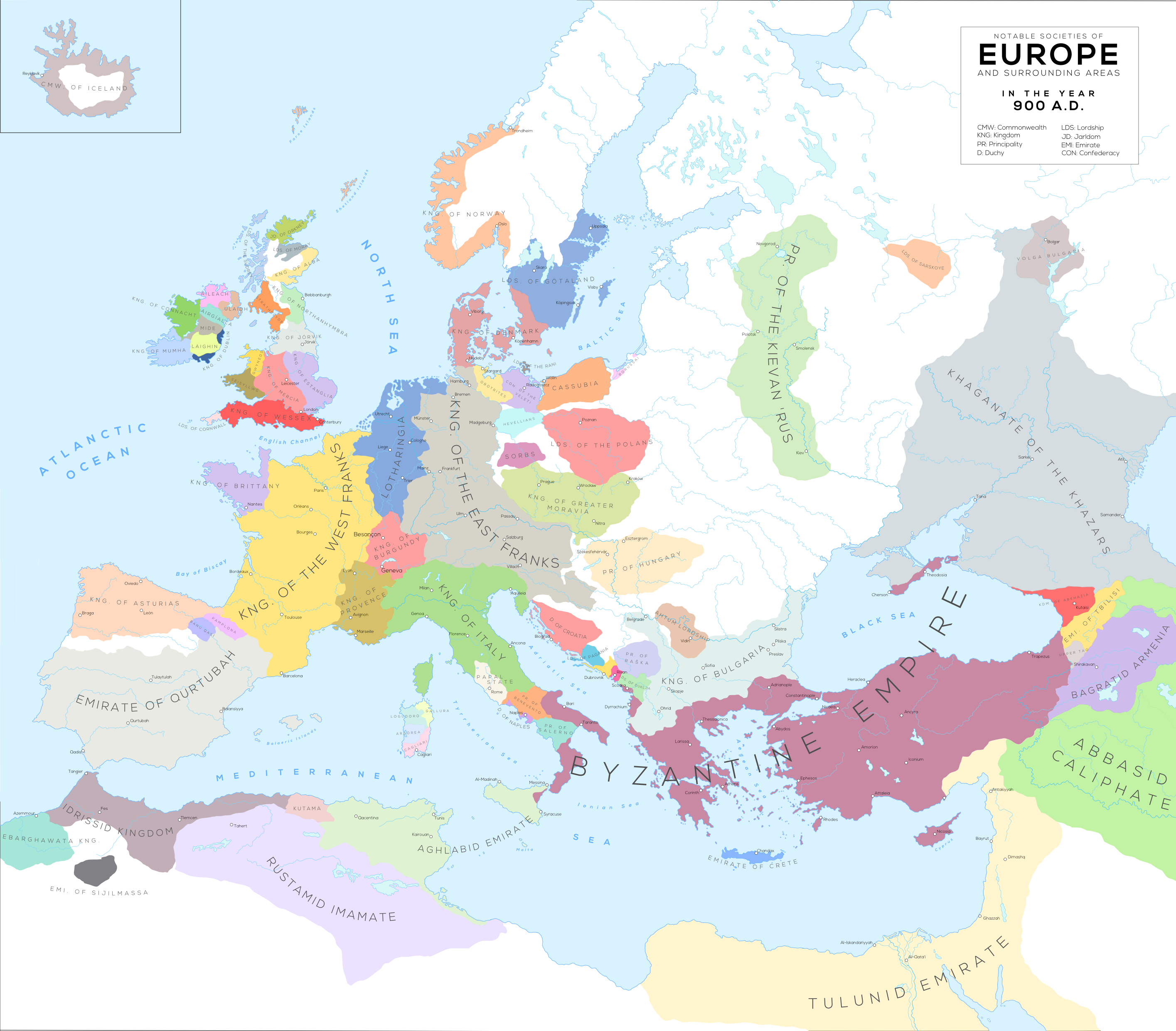
L'Europe vers 900.

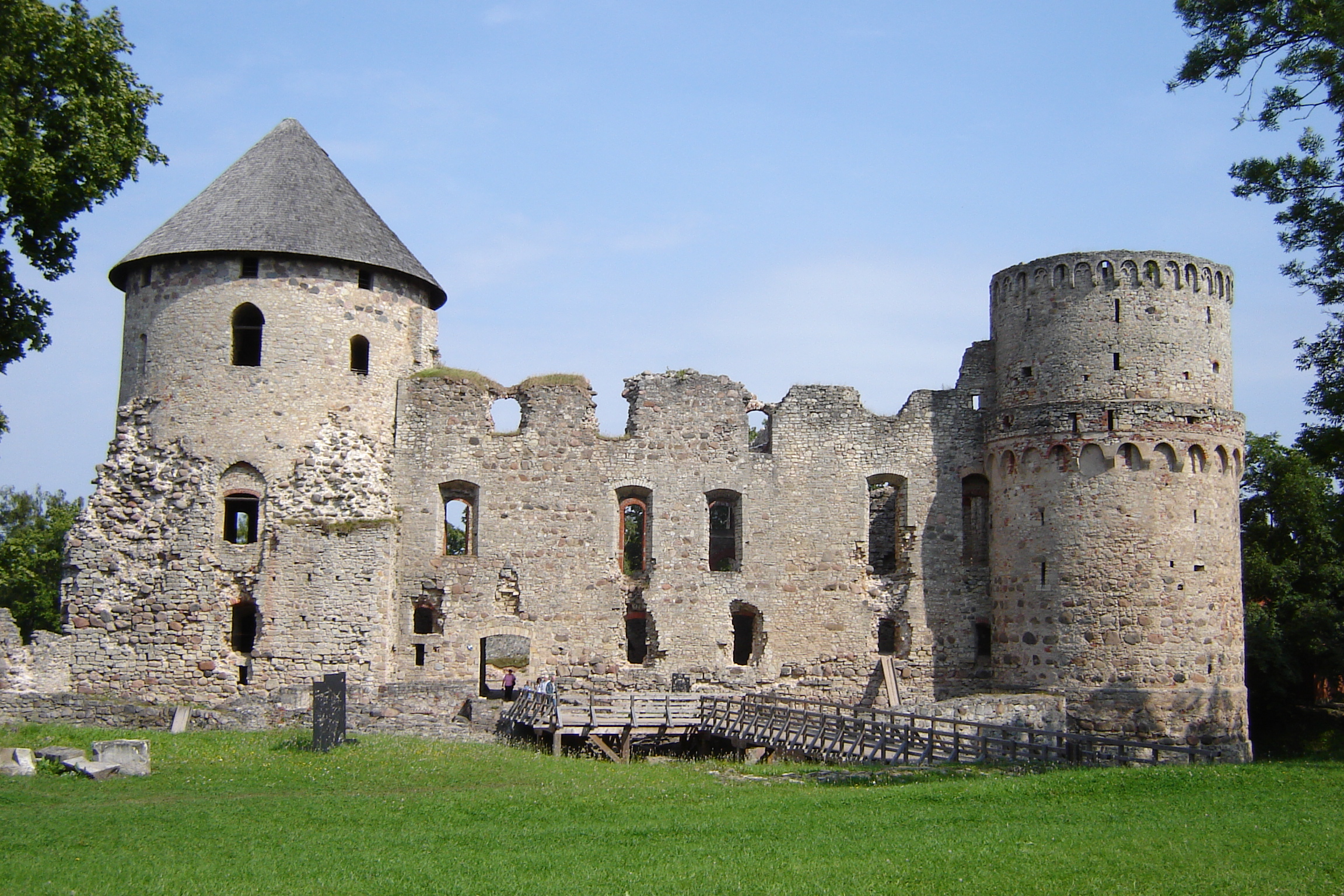
Chateau de Cēsis, fondé par l'ordre des chevaliers Porte-Glaive en 1209, Lettonie.

Progressivement, les sociétés européennes s'organisent selon le modèle occidental, féodal et chrétien, né dans les royaumes francs :
- Noël 800 ; Charlemagne couronné empereur d'Occident à Rome ;
- 870-894 : règne de Svatopluk Ier en Grande-Moravie, christianisation et début de féodalisation des Slaves d'Europe centrale, au départ paysans-guerriers libres ;

- 11 novembre 909 : création de l'ordre de Cluny, indépendant des pouvoirs laïcs et épiscopaux ;

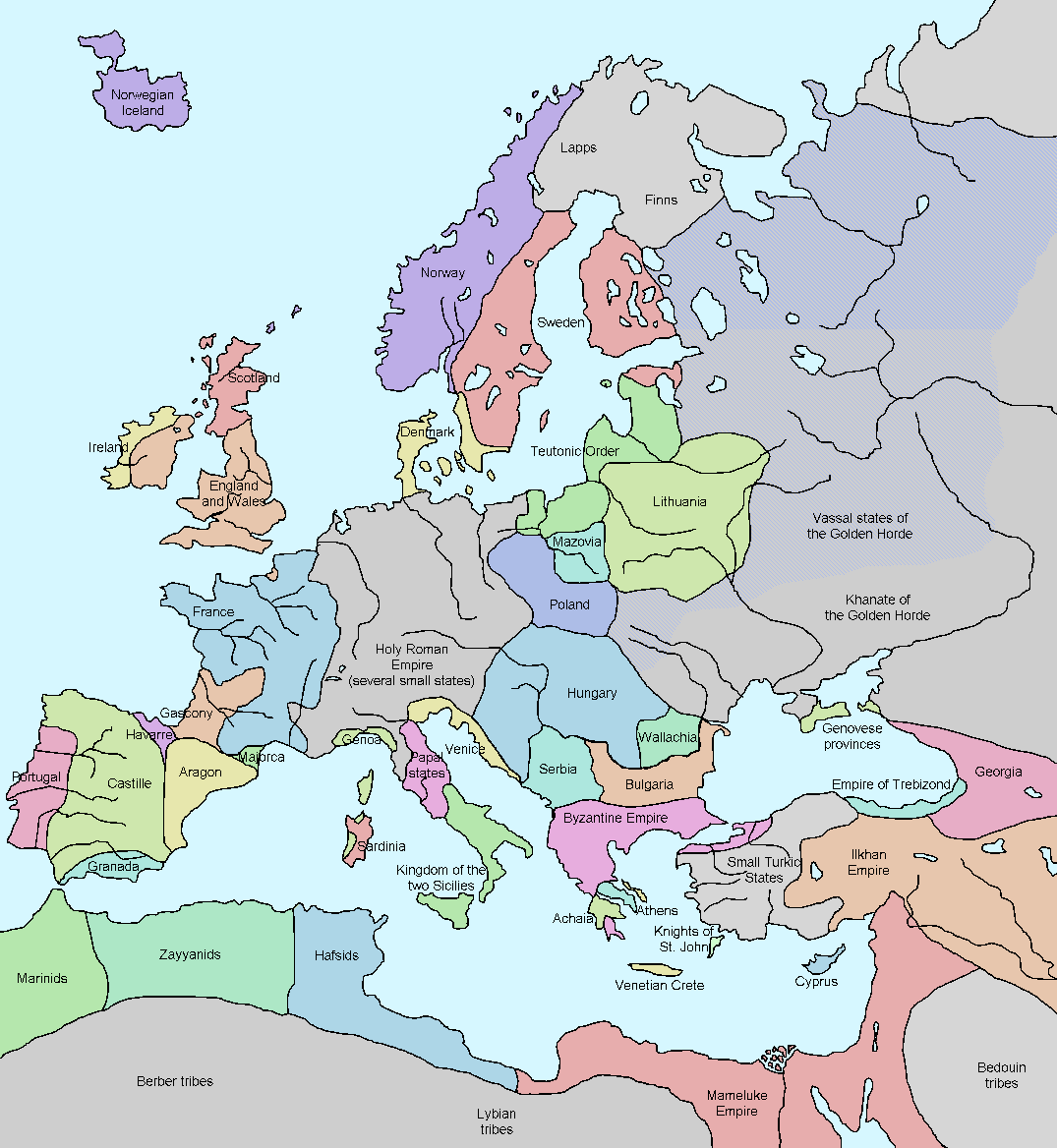
L'Europe en 1328

- Noël 987 : couronnement de Robert le Pieux, fils d'Hugues Capet, rois des Francs ;
- 1000 : couronnement d'Étienne Ier de Hongrie ;
- 1014 : Olaf II est baptisé à Rouen puis élu roi de Norvège ;
- 1025 : Bolesław Chrobry, duc de Pologne devient roi de Pologne ;
- 14 octobre 1066 : bataille d'Hastings ;
- 1093 : mariage de Henri de Bourgogne et de Thérèse de León ; début de la dynastie de Bourgogne au Portugal ;
- 1139 :  bataille d'Ourique, Afonso Henriques proclamé roi du Portugal ;
- Abbaye cistercienne de Cârţa, Transylvanie.1098 : fondation de l'ordre de Cîteaux ;

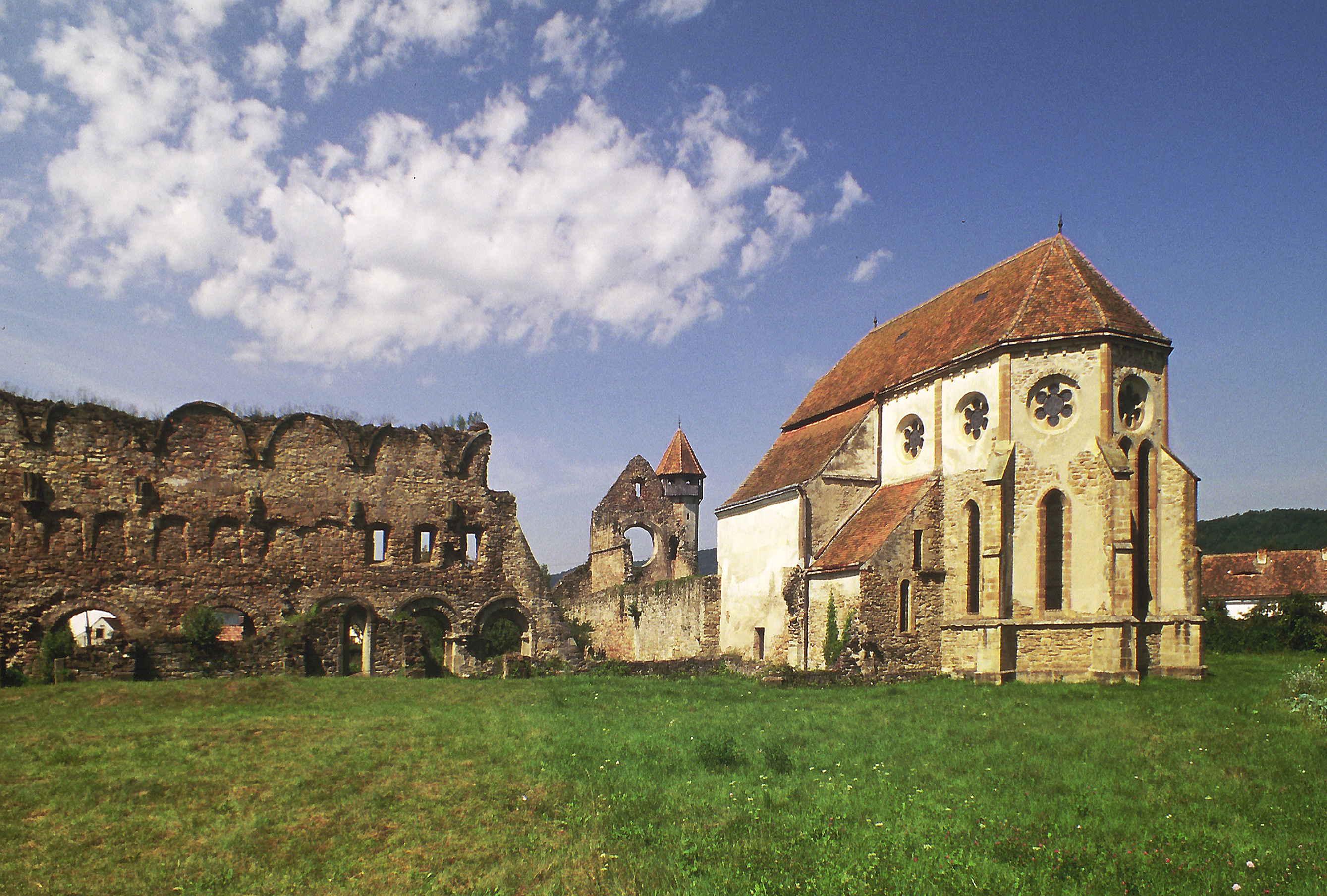
Abbaye cistercienne de Cârţa, Transylvanie.

- 1130 : Roger II sacré roi de Sicile ;
- 1204 : prise de Constantinople par les « Francs » lors de la quatrième croisade ;
- 1212 : Las Navas de Tolosa, victoire décisive des armées « occidentales » sur les Almohades et leurs alliés africains.

#### Expansion soutenue et limites
En Europe occidentale le système seigneurial est issu de l'Empire carolingien et dérive du système franc né entre Loire et Rhin. Il a été étendu à l'ensemble de l'Empire, bien que moins prégnant dans les régions dont la conquête a été difficile comme la Frise, la Saxe ou encore le Pays basque où le roi de Navarre promet de respecter les fors (libertés locales). Il est ensuite étendu aux Îles Britanniques et au Sud de l'Italie par les Normands qui avaient adopté d'emblée le système puis en Europe centrale et dans les Pays baltes, d'une part par l'expansion allemande, d'autre part par le système dynastique angevin (maison d'Anjou-Sicile).

Une classe de seigneurs (les barons) dépendant directement du roi ou de l'empereur se maintient en en Angleterre, en Écosse et dans l'Empire. Si en Angleterre, ces seigneurs (tenants-in-chief) sont étroitement contrôlés par le roi puis le parlement, au contraire dans l'Empire, ils sont considérés comme des alleutiers nobles (Freiherren, seigneurs libres). À la fin du Moyen Âge, la classe des chevaliers impériaux regroupes les petits barons du Saint-Empire et les ministériaux titrés (voir comme exemple Pappenheim (État)). Ils bénéficient d'une grande autonomie (immédiateté impériale) qui sera même renforcée par les traités de Westphalie.

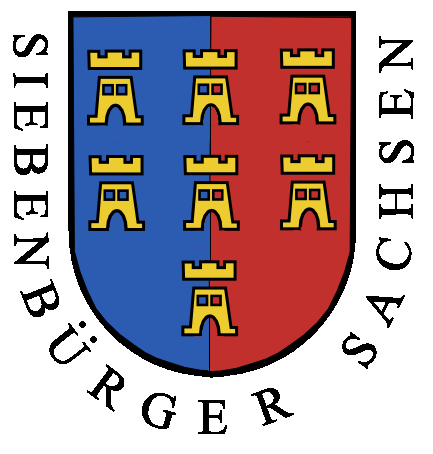
Blason des Saxons de Transylvanie figurant sept tours (emblème seigneurial) pour leurs sept villes fortifiées. Extérieurement et en particulier pour le pouvoir central, ces communautés sont perçues comme des « seigneuries collectives ».

En Scandinavie, Hongrie et Pologne, la féodalité progresse en même temps que la christianisation et l'institution de la chevalerie sur le modèle allemand. La Suède (qui ne comprenait pas la Scanie alors danoise) fut le pays scandinave le moins marqué par le féodalisme bien que les comtes (jarl) aient pu constituer une aristocratie. Les assemblées populaires locales eurent toujours un pouvoir important et les paysans échappèrent au servage. La Norvège influencée par l'aristocratie danoise connut une féodalisation partielle mais les paysans, protégés d'ailleurs par le cloisonnement géographique, échappèrent aussi au servage.

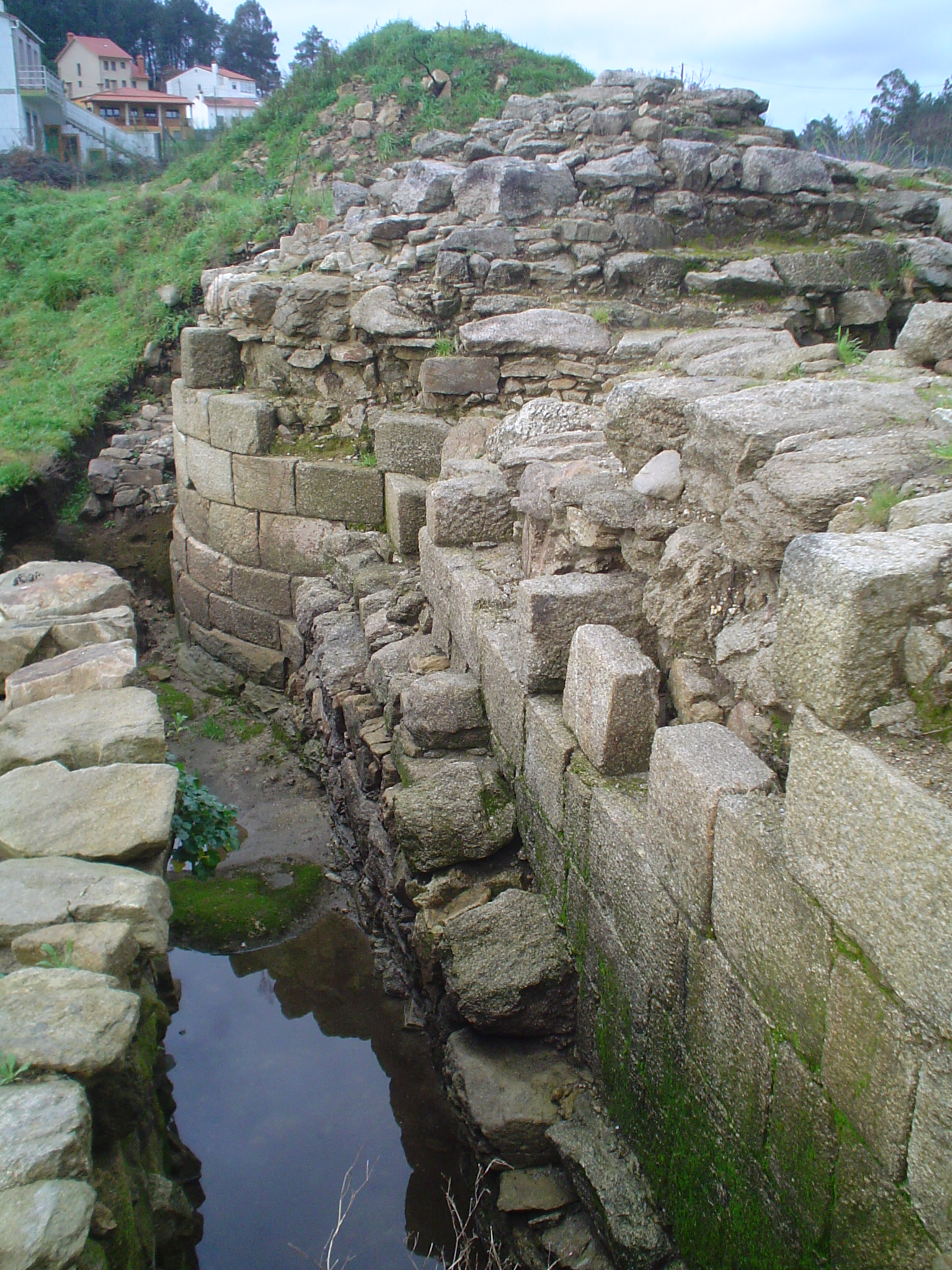
Ruines du chateau de Rocha Forte détruit lors de la Grande Guerre d'Irmandiña, révolte populaire contre les abus seigneuriaux en Galice. 130 châteaux et forts y furent ainsi détruits de 1467 à 1469.

Dans la péninsule ibérique, elle s'étend au fur et à mesure de la Reconquista. En Castille et en Aragon, sous les dynasties issues des rois de Navarre, l'influence des ordres religieux guerriers est  déterminante ; en Castille, le système féodal demeura néanmoins incomplet au sud-ouest de l'Èbre du fait des prérogatives accordées au roi, aux ordres religieux et à certaines communautés (fors) lors de la reconquête ainsi que de la grande proportion de paysans libres et de nobles dans la population.
De même dans les zones frontières ou proches de régions peu sûres s'est développée une forme de colonisation où des paysans libres dépendent bien peu des seigneurs. Ce type ce colonisation peut être en partie spontané (Cosaques d'Ukraine) ou initié par des princes (chevaliers paysans de l'an mil au lac de Paladru, Saxons de Transylvanie du royaume de Hongrie…). Ces groupes bénéficiaient alors d'un statut intermédiaire entre celui de seigneur collectif et celui de paysans libres et étaient astreints à un service militaire.

#### Pays-Bas historiques (Belgique, Luxembourg et Pays-Bas actuels)

Couronne de Freiherr du Saint-Empire (litt, vrijheer, seigneur libre) ou baron du Saint-Empire, rang intermédiaire entre Ritter (chevalier, ridder) et Graf (comte, graaf).

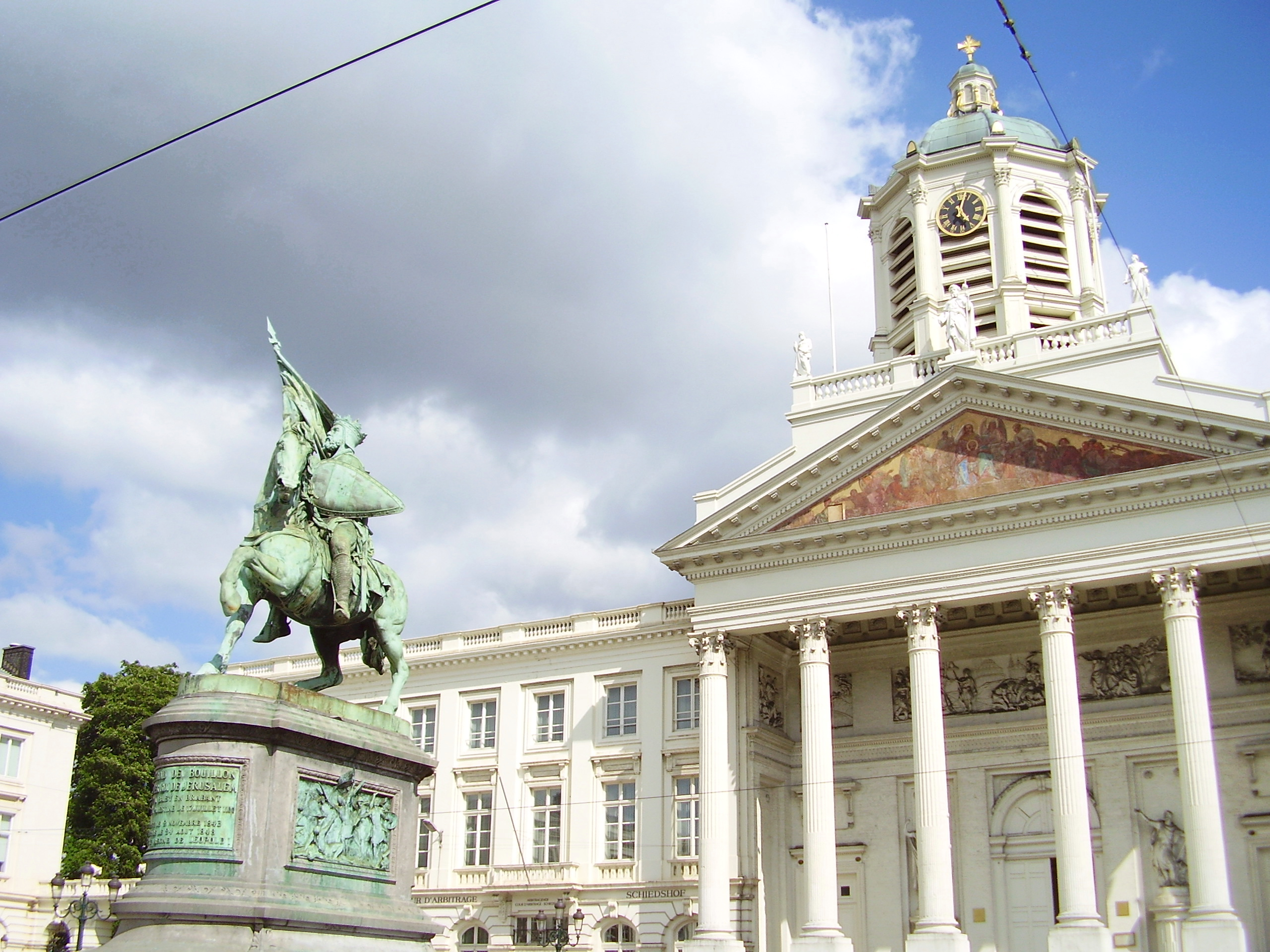
Statue de Godefroy de Bouillon à Bruxelles. Grand seigneur de la maison de Flandres (son père, Eustache II de Boulogne, est un compagnon de Guillaume le Conquérant), il mena les « Francs » à la conquête de Jerusalem.

Cette région à l'origine de l'Empire carolingien, n'échappe pas à la féodalité. Elle comprend au Moyen Âge les pays actuels de Belgique, des Pays-Bas, du Luxembourg, du Nord de la France ainsi que la Frise orientale en Allemagne. Celle-ci reste disputée principalement entre des pouvoirs locaux (Maison Cirksena…) et des seigneurs de Groningue ou de Hollande jusque sous Napoléon. Les zones côtières sont submergées à plusieurs reprises au début du Moyen Âge d'où le nom de la région. Issue de la Lotharingie, coincée entre les royaumes de France et de Germanie, menacée à ses débuts par les Vikings, la région ne voit pas le développement de pouvoirs forts avant la mise en place de l'État bourguignon. Les Flandres dépendent du royaume de France et le reste des Pays-Bas, après l'épisode lotharingien et les royaumes de Bourgogne, du Saint-Empire. L'influence anglaise y est importante, de nombreux seigneurs flamands ont participé à l'expédition de Guillaume le Conquérant et surtout le commerce de la laine rapproche les deux régions. La situation des paysans y est bien meilleure qu'en France bien qu'ils soient soumis, en gros, aux mêmes redevances et prérogatives seigneuriales.
Les alleux sont nombreux et certains seigneurs se considèrent presque comme indépendants (vrijheer, seigneur libre) ne dépendant que de l'empereur ou du roi. Dans la partie dépendant de l'Empire les seigneurs détenteurs de terres nobles portent le titre de vrijheer ou baron, s'ils ne dépendent que de l'empereur, et de ridder ou chevalier s'ils sont vassaux. Ces deux titres appartiennent à la petite noblesse.

Certaines particularités sont liées au contexte maritime et fluvial comme les droits de batellerie et d'alluvions. Ainsi un entrepreneur construisant une digue pour libérer une terre peut en devenir le seigneur.

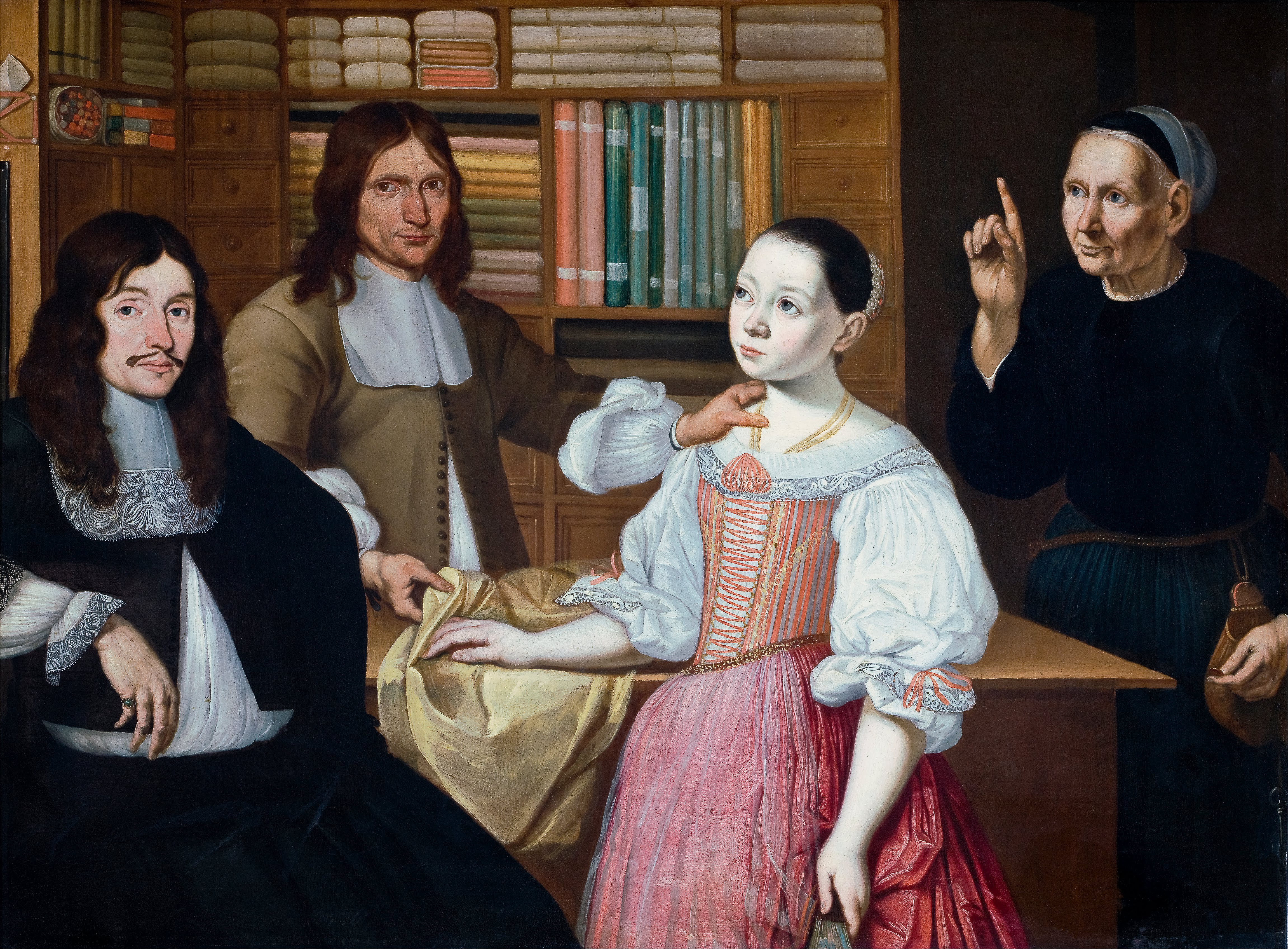
Marchand-drapier recevant un gentilhomme. Regroupés en guildes, les drapiers sont au premier rang des bourgeois qui président désormais au développement de villes florissantes. Adriaen Bloem, In de drapenierswinkel, 1670.

Une région de Frise, la Rustringe (aujourd'hui en Allemagne), parvint du XIIe au XVe siècle à s'émanciper des pouvoirs seigneuriaux et cléricaux et abolit le servage (Liberté frisonne).
Le statut des serfs disparaît ou évolue à tel point qu'il peut être envié par les paysans libres. De plus si l'on excepte les Ardennes et les régions du Nord-Est, les paysans cultivent des terres fertiles et les Pays-Bas sont considérés comme le jardin de l'Europe. Cet avantage relatif perdure jusqu'à la Révolution et l'abolition de la féodalité achevée sous l'Empire français.
Cette situation peut, comme en Italie du Nord, être liée au développement de l'industrie textile (Histoire de la laine et du drap), des villes libres et de la bourgeoisie. Les grands marchands de Flandres, Artois, Brabant, Hollande deviennent en effet plus puissants que les seigneurs et interfèrent dans le développement des campagnes qui leur fournissent main d'œuvre, lin et produits tinctoriaux ; les ducs de Bourgogne s'attachèrent à homogénéiser les règles féodales dans leurs états. Au Nord, la guerre de Quatre-Vingts Ans et l'indépendance des Provinces-Unies entraînèrent le départ des aristocrates espagnols et bourguignons ; 40 % des paysans devinrent propriétaires.

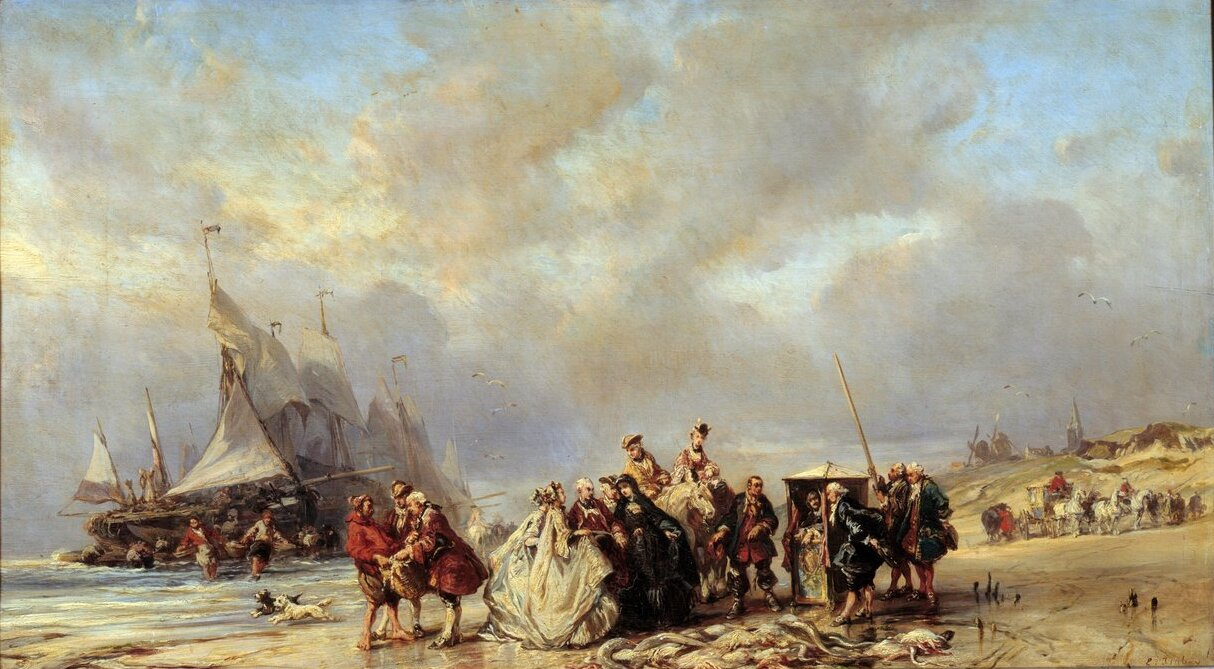
Seigneurs sur la plage de Scheveningue, Eugène Isabey, 1860. Scène du XVIII en Hollande.

Les réformes de la Révolution favorisaient d'abord les bourgeois aux dépens des seigneurs et n'étaient pas nécessairement appréciées des paysans des Pays-Bas. La dîme qui n'était pas à proprement parler une redevance féodale et n'était plus due dans les faits à l'Église, car captée par les villes et les seigneurs, perdura. Après l'Empire et le départ des Français il n'y eut pas de restauration féodale sauf en ce qui concerne quelques droits symboliques comme les droits de chasse et pêche.

#### Régions de coutume allemande au-delà de l'Elbe

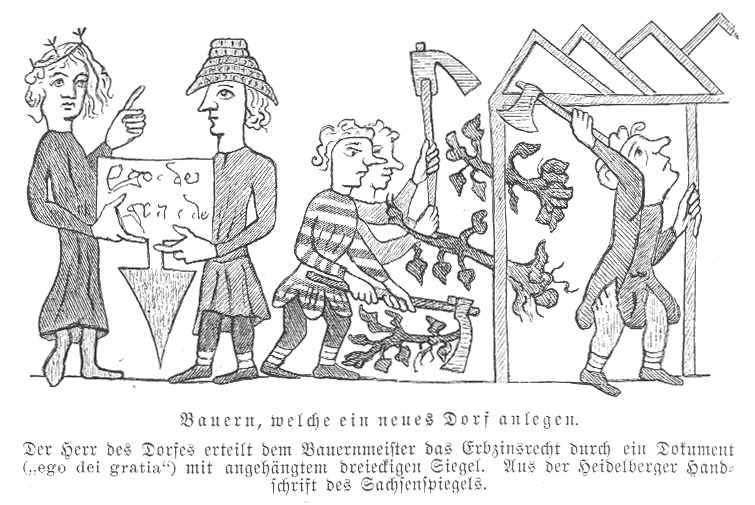
Le seigneur (à gauche) du village donne à son ministérial le terrier (Erbzinsrecht, droit au cens héréditaire), véritable charte de fondation du village, portant un grand sceau : Ego, Dei gratia (Moi, par la grâce de Dieu…) tandis que les paysans commencent à défricher et à bâtir. Colonisation de l'Est, vers 1300. Extrait du Miroir des Saxons de Heidelberg.

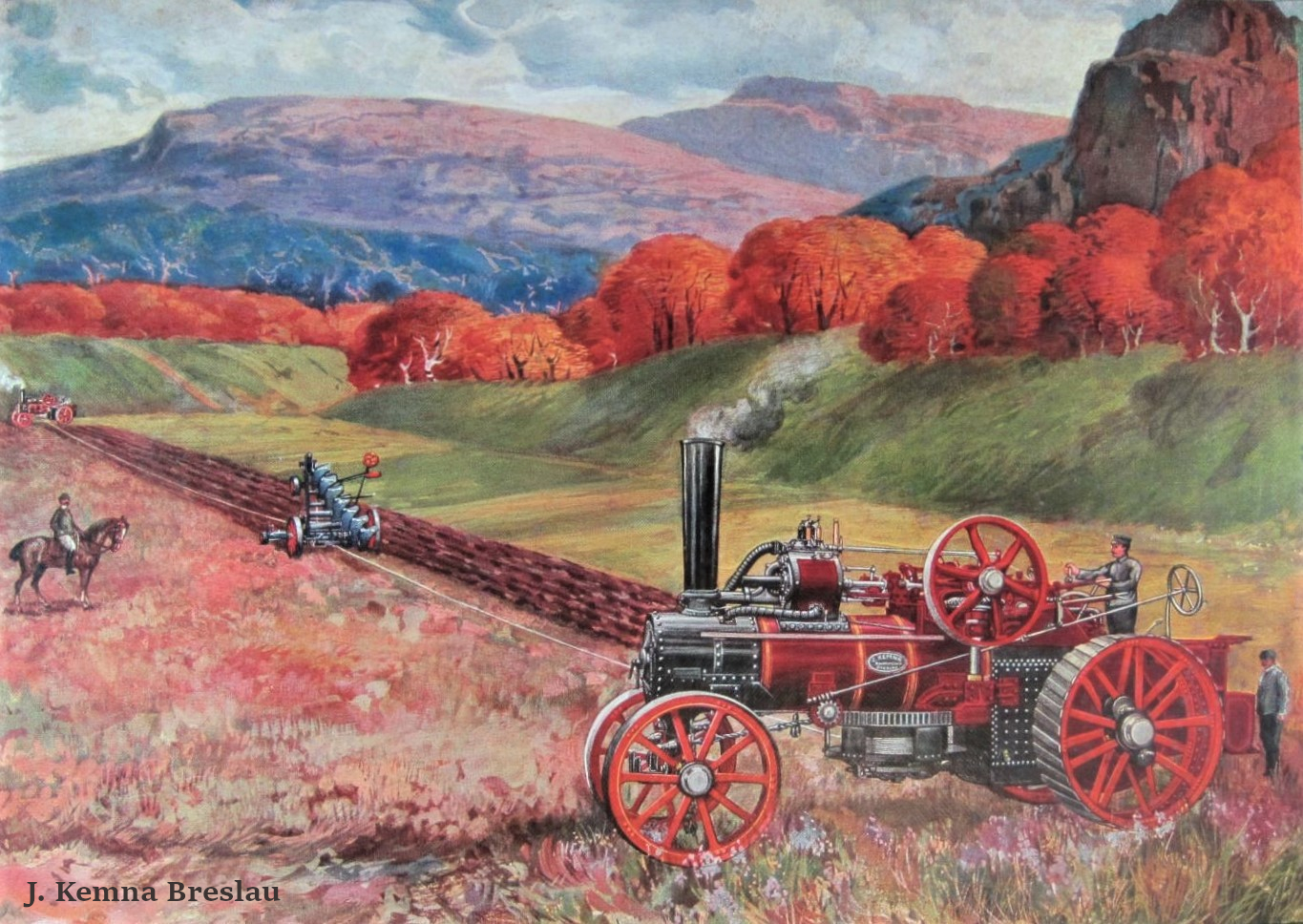
Domaine en Prusse après la « libération » des serfs. Remarquer le cavalier à gauche qui pourrait représenter un Junker et les chauffeurs en livrée. Réclame pour les charrues et locomobiles Kemna fabriquées à Breslau, Silésie.

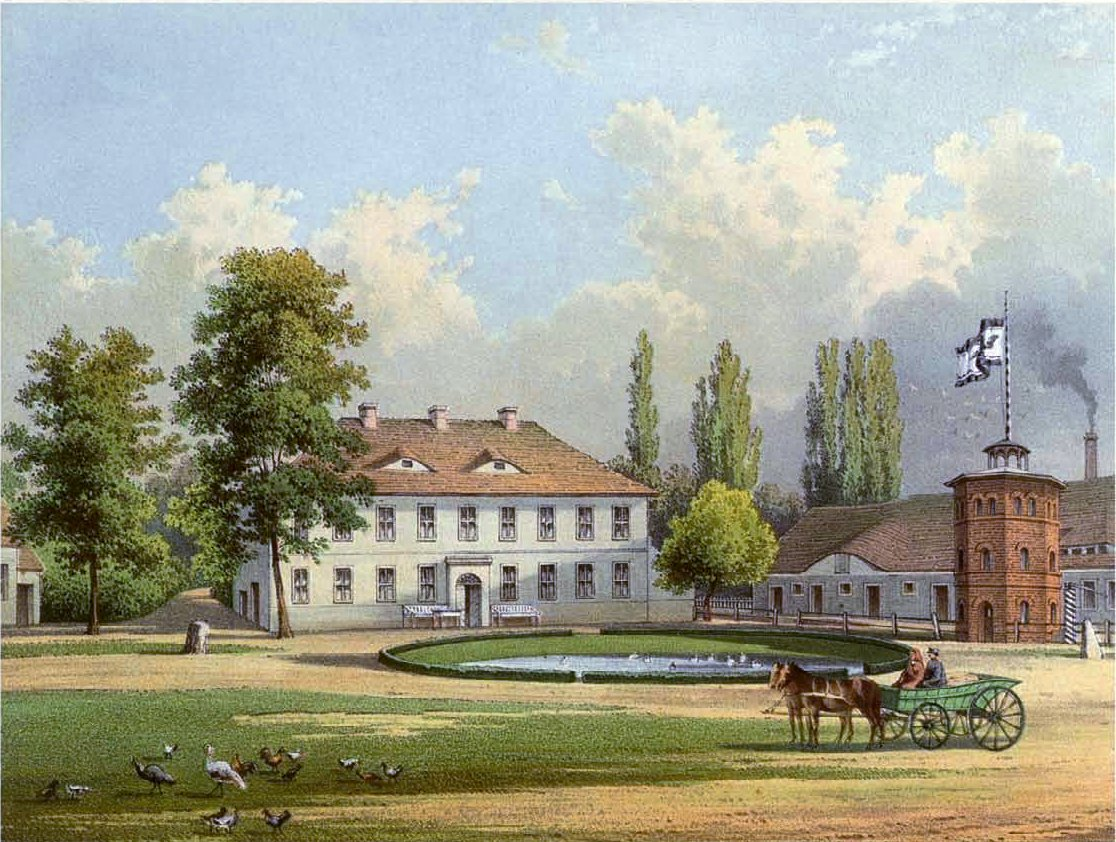
Domaine Sellendorf (possession d'un junker), Brandebourg, vers 1870.

Le transfert des paysans (Ost Bewegung) à l'est de l'Elbe et de la Saale (Elbie orientale) fut largement orchestré par les seigneurs et les abbés. L'arrivée dans ces régions de paysans allemands, néerlandais, lorrains (certains étant francophones) attirés par la promesse de travailler à leur compte et au fait des nouvelles techniques de la culture attelée lourde permit le défrichement de nouvelles terres mais aussi l'évincement des paysans locaux. Ainsi de l'An 1200 à 1300, la population autochtone de Prusse (les Borusses) passe de 170 000 à 90 000 notamment à cause des massacres perpétrés par l'Ordre teutonique. Cela aboutit à l'installation de nouvelles seigneuries et abbayes et dans le cas des Borusses à leur disparition complète sur le plan culturel. Dans d'autres cas ces transferts ont pu se faire en bonne intelligence et il en résultait une modernisation de l'agriculture également profitable aux seigneurs accueillants locaux. Les seigneurs profitent aussi, notamment dans les régions de montagne, de l'arrivée de mineurs et d'artisans, de l'installation de nouvelles mines ou de la modernisation des anciennes.
Par la suite, dans ces régions dominées par la noblesse allemande, les seigneurs réussirent à généraliser le servage et ils représentèrent une caste très puissante (les Junkers) notamment en Prusse et dans les Pays baltes, y compris sous la domination russe, où le système se maintînt de l'époque napoléonienne jusqu'au début du XXe siècle. Malgré l'adoption d'un système parlementaire en 1849 et jusqu'en 1918 les junkers furent surreprésentés à la Chambre des représentants de Prusse grâce au scrutin à trois classes favorisant les classes fortunées. Les junkers émancipèrent (Bauernbefreiung (de)) leurs serfs ; en fait ils les évincèrent car les prix de cession de la terre exigés étaient trop élevés pour les serfs. De nombreux junkers purent alors gérer d'immenses domaines modernisés.
Dans les Pays baltes finalement incorporés à l'Empire russe, la seigneurie est plus précisément issue de l'ordre Teutonique et de leurs mercenaires à qui on avait attribué des terres ; en effet avec la Réforme les moines-soldats purent se marier et constituèrent la classe dominante des barons baltes. Dans l'Empire russe « junker » fût assimilé à un rang de la noblesse russe (Table des rangs).

#### Danemark
Le Danemark fut influencé par le féodalisme allemand, c'est même un fief de l'Empire de 1153 à 1162 et par la suite, il se rend maître de régions septentrionales de l'Allemagne ainsi que de l'Estonie jusqu'en 1240 ; la classe des seigneurs, grands propriétaires fonciers domine militairement et économiquement ; ils généralisent le servage. Comme ailleurs en Europe, à partir de 1200 environ de nombreuses villes s'émancipent des pouvoirs seigneuriaux ou épiscopaux et obtiennent des chartes de communes et de corporations mais la situation des paysans libres se dégrade.

#### Suisse

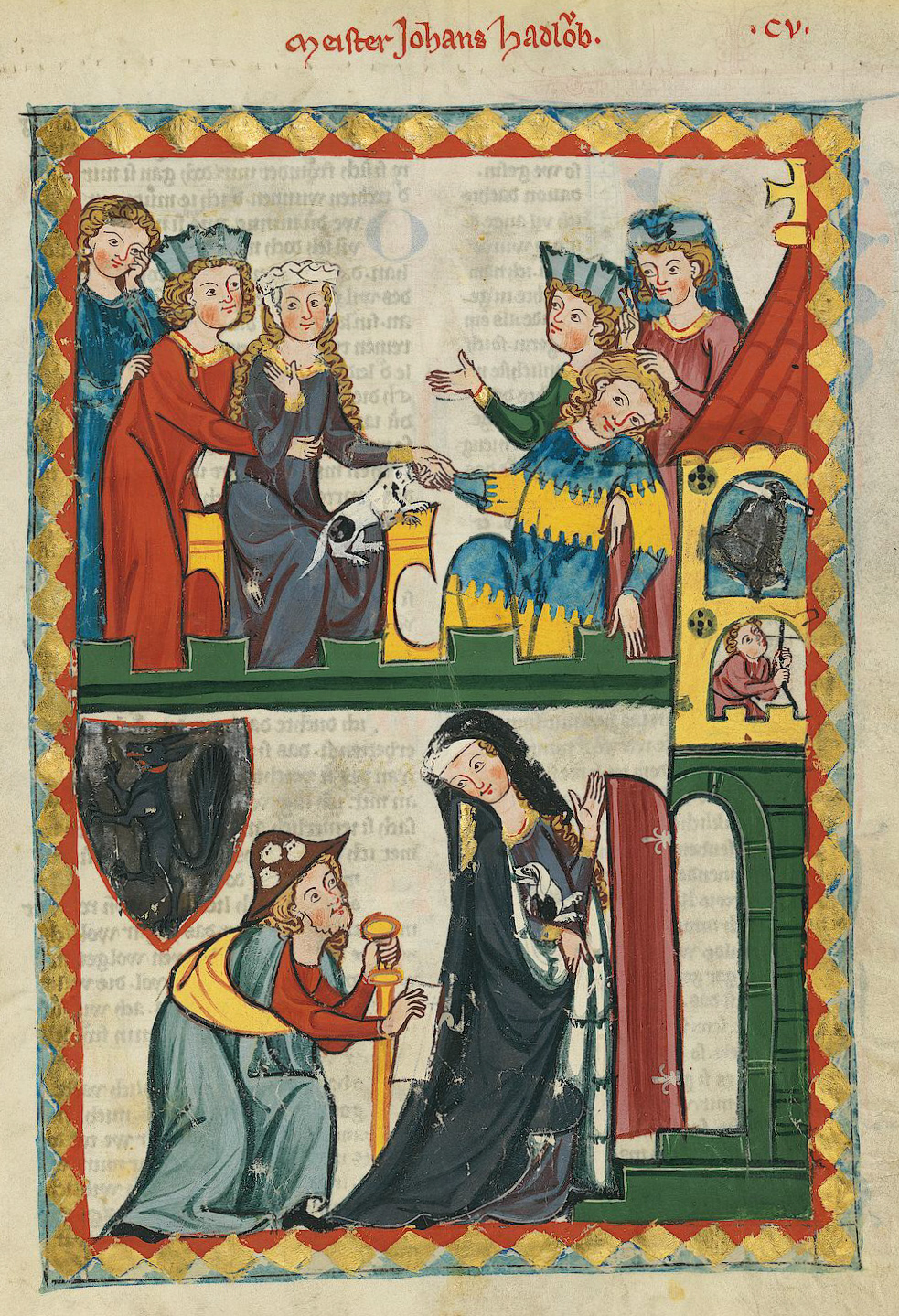
Elisabeth von Wetzikon (vers 1235-1298), abbesse du Fraumünster (Zurich), princesse du Saint-Empire. La ville étant fief de l'abbaye, l'abbesse est la souveraine de Zürich.

Dictionnaire historique de la Suisse : Droits seigneuriaux

#### Angleterre
Le système féodal anglo-normand est caractérisé au départ, à la fois par une plus grande dépendance des paysans au seigneur (tous les paysans, y compris les villeins, sont attachés à la terre) et par une plus grande dépendance des seigneurs envers le roi (le paramount lord) qui renforce la fonction de contrôle des shérifs dès la Conquête.
Au Royaume-Uni, il existe encore aujourd'hui des seigneurs dans le sens féodal. Le titre porté est celui de Lord of the manor of... pour Seigneur de la terre de… en droit féodal français. En revanche, les droits féodaux et seigneuriaux y ont pour la plupart été supprimés. Dans les Iles anglo-normandes, les droits féodaux sont toujours donnés en hommage par les seigneurs au roi d'Angleterre en tant que « duc de Normandie ». Les droits seigneuriaux dus par les habitants ont été supprimés, y compris à l'île de Sercq, depuis que ce dernier État féodal d'Europe a rejoint le droit commun en 2008.

#### Écosse

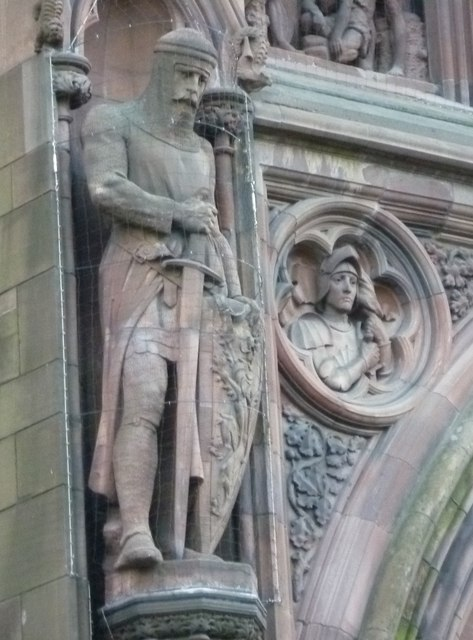
Le héros écossais William Wallace était chevalier et appartenait à une famille de « crown tenant » (tenant-in-chief en Angleterre) c'est-à-dire de seigneur tenant son fief directement du roi. Statue à Édimbourg.

#### Portugal
Au Portugal, la féodalité s'installe durablement avec la maison de Bourgogne qui obtient la séparation du Portugal d'avec la Castille. Les seigneurs restent considérés comme des donataires de la Couronne, une situation proche de celle des seigneurs dans la Grande-Bretagne anglo-normande. L'influence des ordres religieux et militaires est très forte au Portugal y compris en ce qui concerne le foncier. Le roi concède aussi la seigneurie collective (concelhos) à de nombreuses communautés par l'octroi de chartes de foral. En 1254, le roi admet pour la première fois des représentants des villes aux Cortes.

#### Russie et Europe sud-orientale

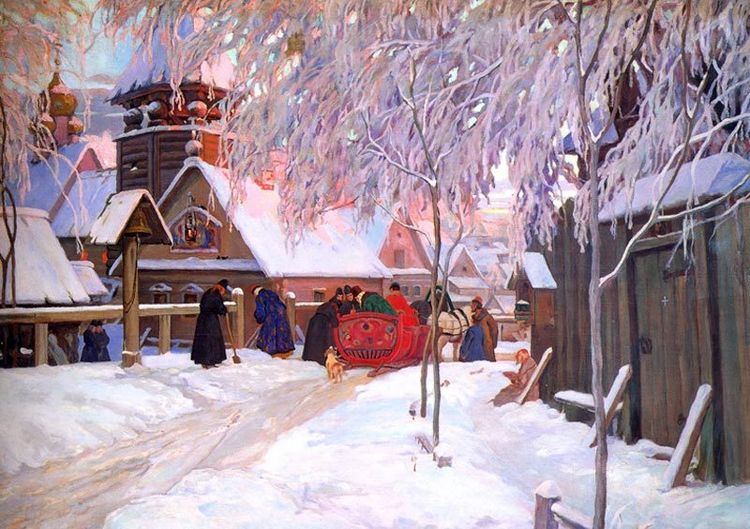
Arrivée du boyard au monastère, 1912.

Les boyards sont au départ des chefs de guerre issus de l'entourage du prince dans la Rus' de Kyiv. Leur rôle évoluera ensuite constamment entre celui d'administrateur et celui de chef attaché à une terre et détenant des serfs. Ce ne sont donc pas des seigneurs au sens occidental bien qu'un rapprochement vers le modèle français (versaillais) ait été mené sous le règne d'Élisabeth Ire. Hospodar (mot issu aussi de la Rus' de Kyiv, maître de maison) a été un titre parfois donné aux seigneurs ou dignitaires des États issus des royaumes de Hongrie et de Bulgarie et de la partie européenne de l'Empire ottoman. En Ukraine même l'expansion du système féodal traditionnel russe a été limitée par l'influence du système féodal polono-lituanien (de type occidental), celle de la colonisation cosaque qui regroupe des paysans-soldats fuyant le servage ainsi que par l'arrivée de paysans allemands libres (Allemands de la mer Noire, Allemands de Bucovine, Mennonites).

### Colonies européennes d'Amérique
Au Brésil, pour engager la colonisation des terres, un système proche de la féodalité, repris sur celui en vigueur dans le sud du Portugal, fut installé. Les capitaines héréditaires, grands seigneurs, distribuaient leurs terres à des sesmarios qui avaient l'obligation expresse de mettre ces terres en culture en produisant sucre et café sur leur sesmaria, équivalent d'une tenure européenne. De plus, les sesmarios étaient tenus de porter leur récolte au moulin (engenho) du seigneur comme dans le cas de la banalité.

### Japon
|Résumé de l'article shōen] :

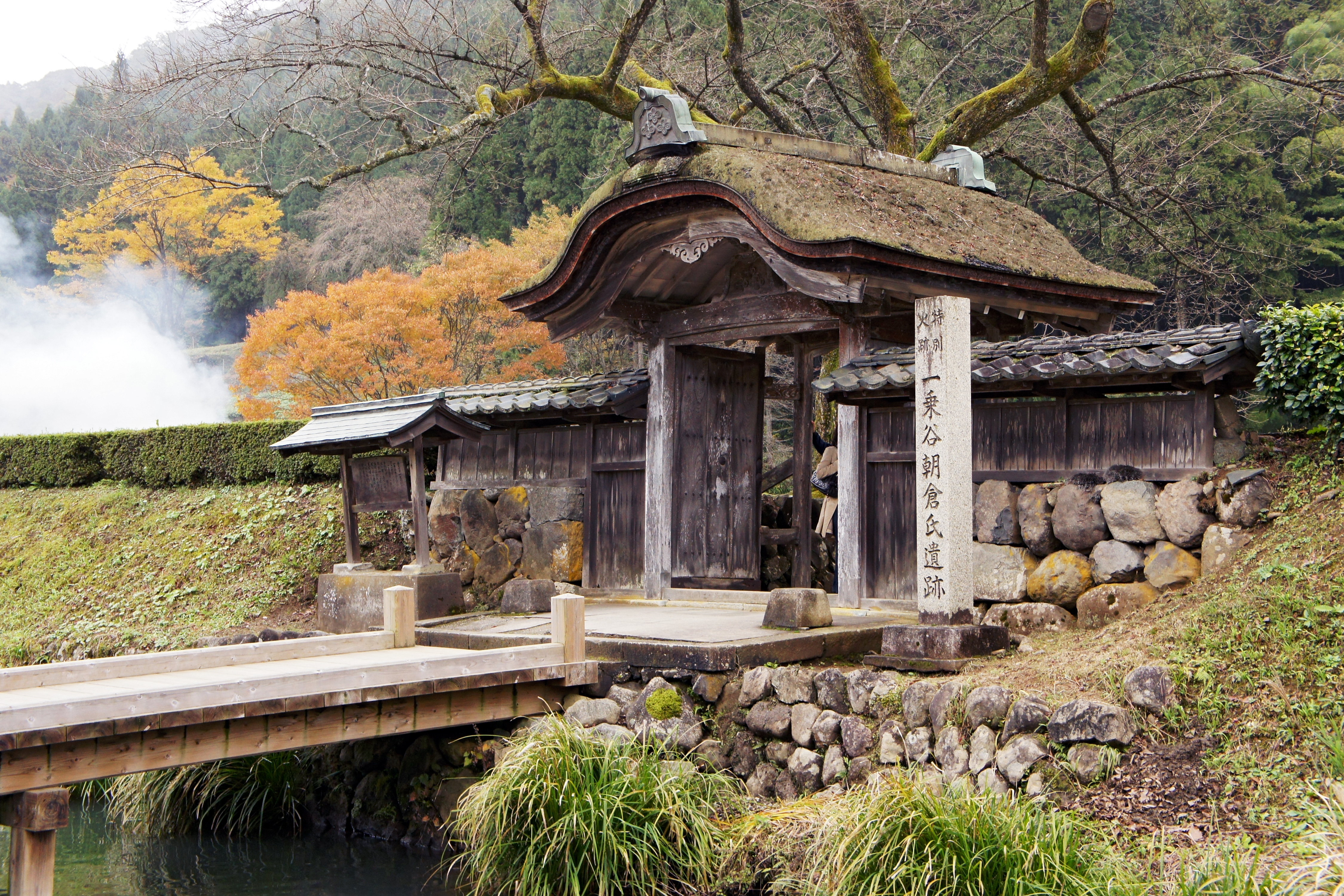
Entrée du château d'Ichijōdani des seigneurs Asakura,

Le Japon connait une période féodale en même temps que l'Europe du VIIIe siècle au XVIe siècle. L'équivalent du fief y est le shōen. Comme en Europe le seigneur s'émancipe du gouvernement central et peut dépendre d'un suzerain intermédiaire (daïmio), ses droits économiques sont également importants, le shōen fonctionne de la même façon que le domaine seigneurial européen et peut tendre vers l'autonomie. Le seigneur acquiert également certains droits de justice. Il peut être un noble de la cour, une institution religieuse, un guerrier (samouraï…) ou en fin de période un grand seigneur ou daïmio. Les paysans et artisans sont soumis à des droits équivalents à ceux des paysans occidentaux.